# Repubblica Cispadana
La Repubblica Cispadana fu una delle prime Repubbliche sorelle dell'Italia settentrionale soggette alla Repubblica Francese. Nacque sull'onda delle fulminee vittorie della Campagna d'Italia condotta dal generale Bonaparte, costituendosi dapprima, nell'ottobre 1796, come Federazione ed in seguito, nel dicembre dello stesso anno, come vero e proprio stato unitario. Ne fecero parte i territori del Bolognese, del Ferrarese, del Modenese, del Reggiano, della Garfagnana, di Massa e di Carrara. Per un breve periodo comprese anche la Romagna. Riuscì in diversi Congressi a darsi una Costituzione, a stabilire un proprio stendardo, antesignano della bandiera italiana, a dotarsi di un'organizzazione militare, sebbene sotto la gestione francese, e di una struttura di governo.
Fu però solo nominalmente uno Stato indipendente, restando sempre sottoposto al controllo francese ed alle direttive impartite da Bonaparte. Durante la sua breve esistenza, dovette affrontare consistenti difficoltà dovute soprattutto a due fattori: da un lato una grave crisi economica causata principalmente dalle requisizioni effettuate dai Francesi nei territori conquistati, che portarono in qualche caso a rivolte popolari duramente represse; dall'altra le resistenze opposte da molta parte delle classi dirigenti civili e religiose al consolidarsi dei principi rivoluzionari.
Sia per la sua debolezza interna, sia per gli sviluppi internazionali che condussero alla pace siglata a Campoformio, Bonaparte nel luglio 1797 ne decise la soppressione, unendola alla Repubblica Transpadana e andando così a formare la Repubblica Cisalpina. Tuttavia, nonostante la sua scarsa durata, è considerata da diversi storici come il primo esempio di istituzione democratica italiana dell'epoca contemporanea.

## Storia

### Contesto storico geografico

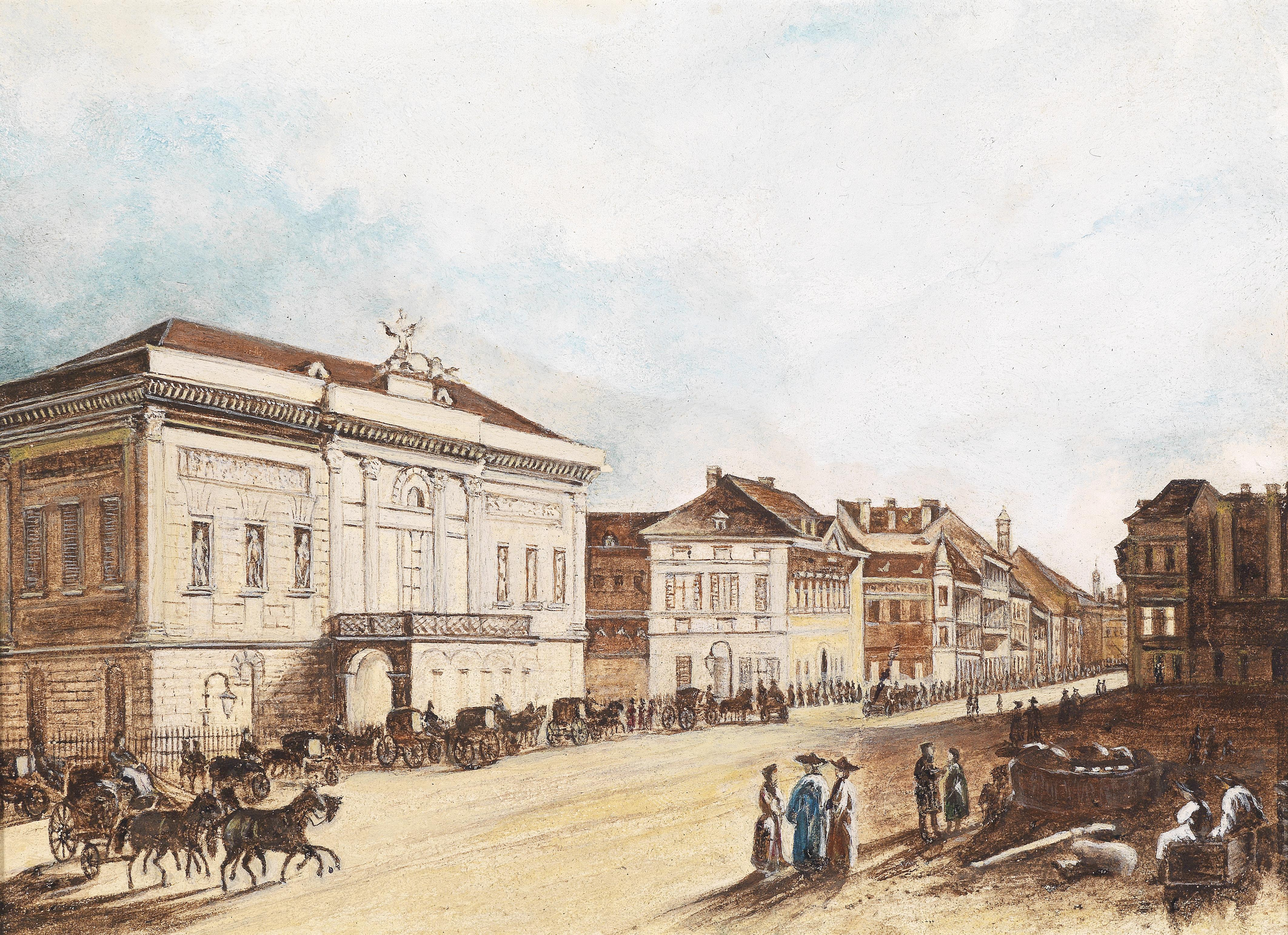
Modena nel XVIII secolo

Nel 1796 l'area emiliana e romagnola si trovava da tempo suddivisa in diversi stati: il Ducato di Parma, governato dai Borbone,  il Ducato di Modena e Reggio, retto dalla dinastia Estense, che si estendeva anche al di là dell'Appennino comprendendo la Garfagnana ed era abitato complessivamente da 366 683 abitanti, oltre alle province pontificie, ovvero le Legazioni di Bologna, Ferrara e Romagna.
Si trattava di territori caratterizzati da una situazione di arretratezza culturale e politica, in particolare rispetto alla Lombardia, in quanto molto poco vi aveva influito il rinnovamento che si era prodotto nel '700 ad opera dell'Illuminismo, tenuto anche conto che alcuni timidi interventi riformatori in materia economica e scolastica realizzati a Modena sotto l'impulso del Muratori da Francesco III d'Este, si erano bloccati con la sua morte avvenuta nel 1780.  In qualche caso, peraltro, v'era chi aveva reagito contro il prevalere delle nuove idee provenienti dalla Francia, come quando la Reale Accademia di Scienze e Belle Lettere di Mantova nel 1781 e nel 1783 aveva lanciato due concorsi sul tema Quale sia presentemente il gusto delle belle lettere in Italia e come possa restituirsi se in parte deturpato.
Dalle popolazioni non venivano segnali di particolari inquietudini, a parte alcune vertenze di natura commerciale o di uso delle acque di Ferrara rispetto a Bologna, oppure diffidenze tra Modena e Reggio. Ancora nel 1791 un ambasciatore della Repubblica di Lucca riferiva, a proposito del ducato di Modena, di «sudditi generalmente contenti, non essendo dal signor Duca stato disposto alcun aggravio ed essendosi aperte alcune nuove strade ed edificati diversi ponti [per cui] il ducato si conserva florido e ricco», mentre nel 1794 a Reggio Emilia v'erano state manifestazioni di grande entusiasmo religioso, ai limiti del fanatismo, ed una positiva accoglienza popolare verso la cavalleria napoletana in transito.
Lo sconvolgimento europeo avviato dalla Rivoluzione Francese non aveva avuto sino ad allora significative conseguenze sull'assetto della Penisola, dato che molti Principi italiani, come il Papa ed il Duca di Modena, benché avessero rotto le relazioni diplomatiche con la Repubblica, non avevano aderito ad alcun impegno militare contro di essa.
Così negli anni 1792-1795 in ambito italiano era stato Carlo Emanuele ad addossare al Piemonte sabaudo il maggior peso della guerra contro la Francia repubblicana, fino a ritrovarsi unico alleato dell'Austria, quando nel 1795 uno dopo l'altro s'erano ritirati dalla Coalizione la Toscana, la Prussia, i Paesi Bassi e la Spagna, causando l’aggravarsi per il Regno del pesante salasso finanziario della guerra, valutato nel 1796 in 800 milioni di Franchi, pari a 15 anni di entrate erariali, necessarie per mantenere un esercito che era arrivato a contare 70 000 effettivi.

### L'intervento francese

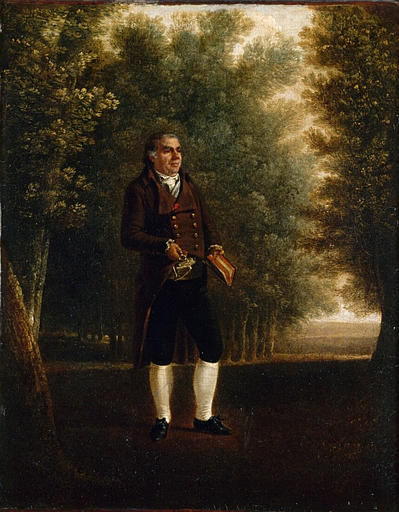
Il diplomatico ed agente francese in Italia François Cacault che incoraggiò in diverse occasioni con relazione ottimiste un intervento militare in Italia

La Francia, da parte sua, non aveva dato nei primi anni '90 una particolare importanza militare al teatro italiano, nonostante le sollecitazioni di un suo agente, il diplomatico François Cacault, che il 26 febbraio 1794 scriveva al Direttorio di uno «spirito democratico che regna in modo rilevante nell'Italia settentrionale» e di una Bologna «molto ben disposta ad accogliere i Francesi. Se riusciremo ad impadronirci della Lombardia, bisognerà emanare un proclama che garantisca agli Italiani che le loro proprietà saranno rispettate». In generale nel Direttorio si era formata una opinione, favorita anche dalle rassicurazioni di rifugiati politici italiani come Buonarroti, secondo la quale esisteva in Italia una diffusa disponibilità a condividere i principi repubblicani, per cui essi «si lasciarono facilmente convincere che i popoli italiani non desideravano altro che la felicità di vivere, così come in Francia, sotto un governo simile al loro».
La situazione fu nuovamente messa in evidenza in una seconda relazione del 4 marzo 1794, nella quale ancora Cacault descriveva
(Rapport du citoyen François Cacault au Ministre de l'Étranger du Directoire. Il testo è riportato in Baldo Peroni, Fonti per la storia d'Italia 1789-1815 nell'Archivio Nazionale di Parigi, Roma, Reale Accademia d'Italia, 1936, p. 259)

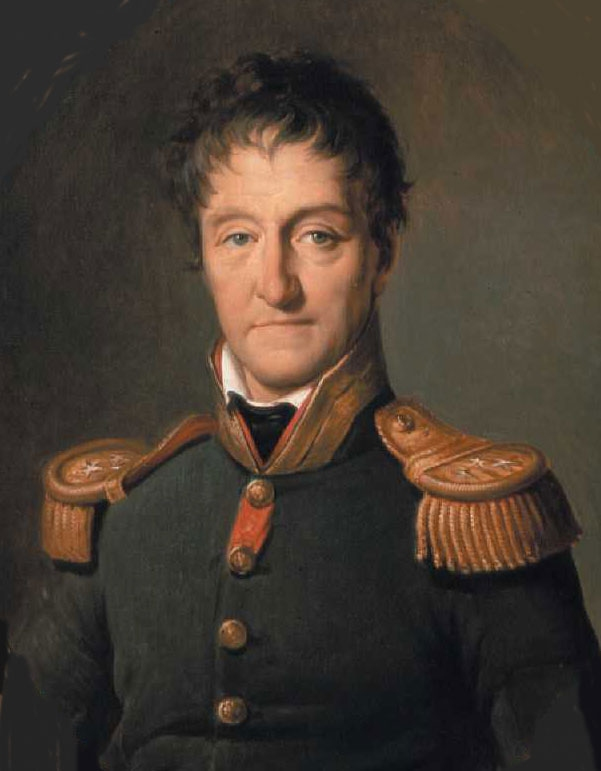
Lazare Carnot, ministro della guerra nel Direttorio

Nonostante queste relazioni incoraggianti, anche se condite con un certo disprezzo per «le grandi città italiane popolate solo di padroni, servitori e gentaglia ignorante», fu solo nel novembre del 1795 che il Direttorio prese seriamente in esame la situazione italiana, quando il Ministro degli Esteri Charles-François Delacroix chiese agli agenti francesi in Italia se ritenessero possibile crearvi una repubblica.
Malgrado alcune risposte poco incoraggianti l'intervento fu comunque deciso per l'anno successivo, tuttavia venne principalmente considerato come un modo per acquisire una possibile merce di scambio per futuri trattati di pace, tesi sulla quale ancora il 25 luglio 1796, dopo le prime vittorie napoleoniche, era basato un memorandum di Delacroix al Direttorio dove si delineava per l'Italia una sorta di assetto federativo nel quale l'area emiliano-romagnola avrebbe potuto essere affidata all'Elettore Palatino in cambio della ricca Lombardia. Anche a livello militare i piani strategici messi a punto all'inizio del 1796 da Carnot affidavano al fronte italiano un ruolo sussidiario rispetto a quello renano, utile solo per alleggerirne la pressione.
Altro importante elemento della decisione francese erano le ricchezze dei vari Stati italiani, che si ritenevano consistenti (anche perché il territorio peninsulare era stato risparmiato dalle distruzioni europee della Guerra dei sette anni) e quindi in grado di ridare ossigeno ad un erario in grande difficoltà a causa della grave situazione economico-finanziaria in cui si dibatteva la Francia dopo anni di guerra e di disordini interni: era inoltre indispensabile sostenere con requisizioni ed indennità un esercito che sul fronte italiano era privo di mezzi, ed a questo proposito erano molto chiare le istruzioni che il Direttorio aveva dato a Bonaparte, nelle quali, unendo motivazioni finanziarie e zelo ideologico, si disponeva:
(in Rota, p. 971)

### L'occupazione dei territori emiliani

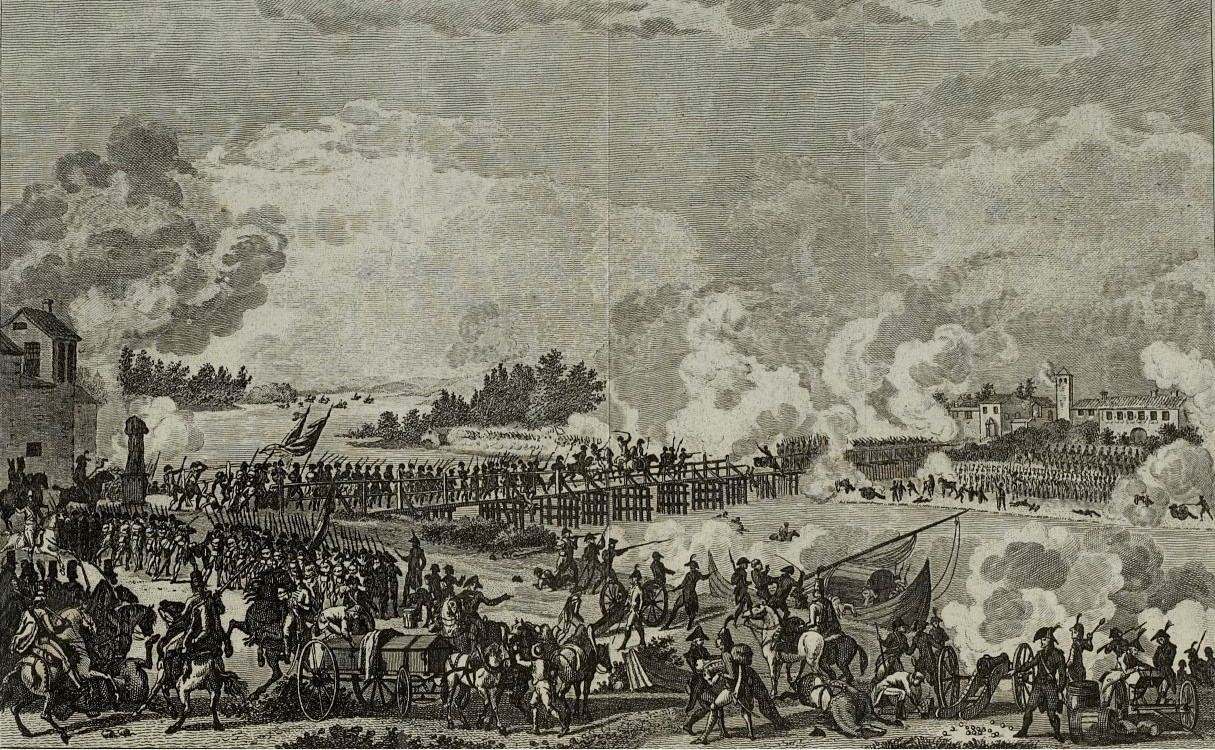
La battaglia di Lodi, vittoria decisiva per l'Armata d'Italia

Una situazione che era rimasta per qualche secolo sostanzialmente immutata fu rapidamente travolta dalla fulminea Armata d'Italia che, in poco più di un mese, sconfisse i Piemontesi eliminandoli dal conflitto, forzò il passaggio del Po a Piacenza, batté gli Austriaci a Lodi, costringendoli a ritirarsi verso oriente ed obbligandoli a rinchiudersi dentro la fortezza di Mantova, perdendo Milano in cui Bonaparte entrò il 15 aprile. Rapidamente i francesi occuparono la Lombardia, parte del Veneto e dilagarono lungo il corso inferiore del Po, anche se alle loro spalle si accesero diversi focolai di rivolta, tutti duramente repressi, come nei casi di Tortona (dal 13 al 17 giugno) e di Pavia e Binasco (23 giugno). Di fronte a queste sorprendenti novità le varie città emiliane ebbero inizialmente comportamenti autonomi e contraddittori, frutto delle loro storiche diversità, tanto che, come si vedrà, tutte inviarono proprie delegazioni a Parigi per chiedere al Direttorio di veder riconosciute, anche in contrasto con i propri vicini, le rispettive aspirazioni municipalistiche.

#### Modena: fuga e destituzione del duca
Il 7 maggio 1796, all’approssimarsi delle truppe francesi e temendo di incorrere nella stessa sorte che aveva visto il duca di Parma costretto a fondere gli argenti della reggia per soddisfare un'intimazione francese di denaro e di approvvigionamenti - nonché di 20 opere d'arte, tra cui un San Gerolamo del Correggio (benché formalmente in questo caso si trattasse di un regalo del duca alla Francia) Ercole III d'Este fuggì assieme alla sua amante, la cantante Chiara Marini, portando con sé un cospicuo patrimonio e rifugiandosi a Venezia assieme al ministro Giovanni Battista Munarini. Prima di fuggire, il duca aveva nominato in sua vece un Consiglio di reggenza, composto di 8 membri incaricandolo di «esercitare la sovrana nostra potestà», deliberando con il voto dei 2/3 e garantendo la neutralità che avrebbe dovuto essere trattata con i Francesi dal conte di San Romano, suo fratello illegittimo e generale della milizia.
Ma i Francesi rifiutarono di riconoscere la neutralità ed imposero, invece, un armistizio in quanto negli anni precedenti il duca aveva condannato alcuni repubblicani ed aveva consentito il transito di truppe austriache alle quali aveva regalato 12 cannoni. L'atto venne firmato il 23 maggio e diede luogo a pesanti richieste di contribuzioni economiche (6 milioni di lire tornesi da corrispondere a rate, ma entro 1 mese, viveri, alloggi. armi e polvere da sparo, nonché 20 quadri della Galleria Estense), che misero in seria difficoltà l'attività del Consiglio costretto a dare esecuzione a tali ordini.

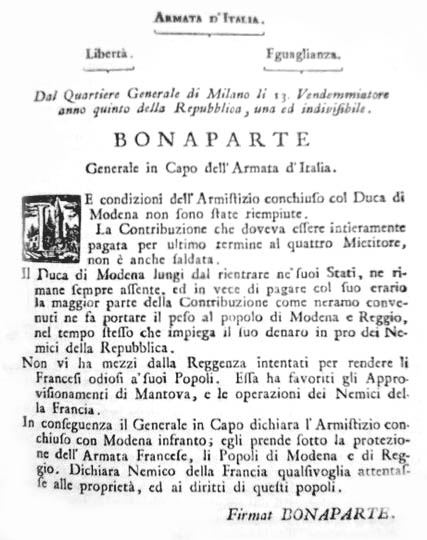
il proclama del 4 ottobre 1796 con cui Bonaparte decretò la decadenza del fuggitivo duca di Modena dando il via all'occupazione del ducato

Per attenuare il diffuso malcontento generato da tali imposizioni, invano la Reggenza chiederà l'intervento del duca al punto che, dopo aver emanato un rassicurante proclama nel quale prometteva che della contribuzione si sarebbe fatto carico l'erario ducale, venne subito dopo smentita dal netto rifiuto di Ercole d'Este, il quale bloccò anche una missione di due membri inviata a Venezia il 7 ottobre, che non riuscì ad andare oltre Padova. Questa situazione si concluderà nei primi giorni di ottobre, quando Bonaparte, dopo aver respinto la controffensiva austriaca sconfiggendo le truppe del generale von Würmser a Bassano, decise di consolidare le sue retrovie e, senza consultarsi con il Direttorio,  dichiarò «infranto» l'armistizio di giugno e decretò la decadenza del duca che
(proclama del 13 vendemmiatore, anno V, (4 ottobre 1796) dal quartier generale di Milano)
Il giorno prima, 2000 soldati francesi, al comando del generale Sandoz avevano preso possesso della città, avvenimento che alcuni predicatori attribuirono ad una «punizione di Dio per i peccati d'Italia». L'8 ottobre veniva soppressa la Reggenza ducale, con il passaggio dello Stato alla Repubblica francese, e la nomina di un Comitato esecutivo di 7 membri, integrati da due delegati della Garfagnana e del Frignano, che giurarono fedeltà alla Francia, mentre coloro che avevano fatto parte della Reggenza vennero espulsi. Fu abbattuta la statua equestre del duca ed il 12 ottobre venne emanato un proclama che proibiva l'uso dei titoli nobiliari, dei blasoni e delle livree, ordinandone l'abbandono entro 8 giorni, ed abrogava i diritti dei origine feudale come i fidecommessi ed i maggioraschi.
Il 13 ottobre Bonaparte arrivò in città accolto con grandi onori e festeggiamenti e nello stesso mese si intensificarono le manifestazioni a favore del nuovo corso: si piantarono alberi della libertà a Correggio, Carpi e Montecchio, poi, chiesto ed ottenuto l'assenso di Garrau, il 23 ottobre al Teatro anatomico si tenne la prima riunione della  Società di Pubblica Istruzione con lo scopo di «illuminare il popolo sui suoi diritti e doveri onde metterlo in stato di sapersi dare e ricevere una buona legislazione», ove vennero invitati i soldati francesi feriti e degenti negli ospedali ai quali si prometteva «un'eterna riconoscenza [in quanto] l'Italia è libera e la libertà è opera vostra».

#### Reggio Emilia: volontà di autonomia e repubblica

Il comando della Guardia Nazionale di Reggio, costituita dopo la sommossa del 20 agosto 1796, in una miniatura d'epoca

A Reggio la fuga del duca da Modena fu accolta con un misto di sdegno per la viltà dell'atto e di speranza che ciò agevolasse il recupero di una maggior autonomia rispetto alla città capitale del ducato, come veniva richiesto in alcune petizioni largamente sottoscritte che vedevano nei Francesi dei liberatori non solo dall'antico regime, ma anche dal predominio estense. Sin dal 10 giugno per ottenere il sostegno francese alla loro istanze autonomistiche, i reggiani avevano inviato presso il Quartier generale di Bonaparte a Castiglione delle Stiviere due delegati, Paradisi e Re, con la richiesta di poter tornare ai pacta conventiones et conditiones del 30 giugno 1409. Ma il generale, stretto tra esigenze strategico -militari e posizioni del Direttorio che pensava ai territori italiani in funzione di future trattative politiche, rispose solo con un generico invito a pazientare.
Il 10 luglio 1796 si verificò in città un tumulto, volutamente non contrastato dai Francesi. A quel punto fu il Senato reggiano a richiedere, invocando la libertà, una serie di provvedimenti tra i quali la restituzione dei beni ecclesiastici degli ordini soppressi, il mantenimento a Reggio delle risorse locali, il ripristino dei diritti sul canale dell'Enza, l'amministrazione autonoma dei beni pubblici e la devoluzione a Reggio d'una parte dell'Università prima accentrata nella capitale del ducato, in modo da potervi svolgere lezioni ed esami.

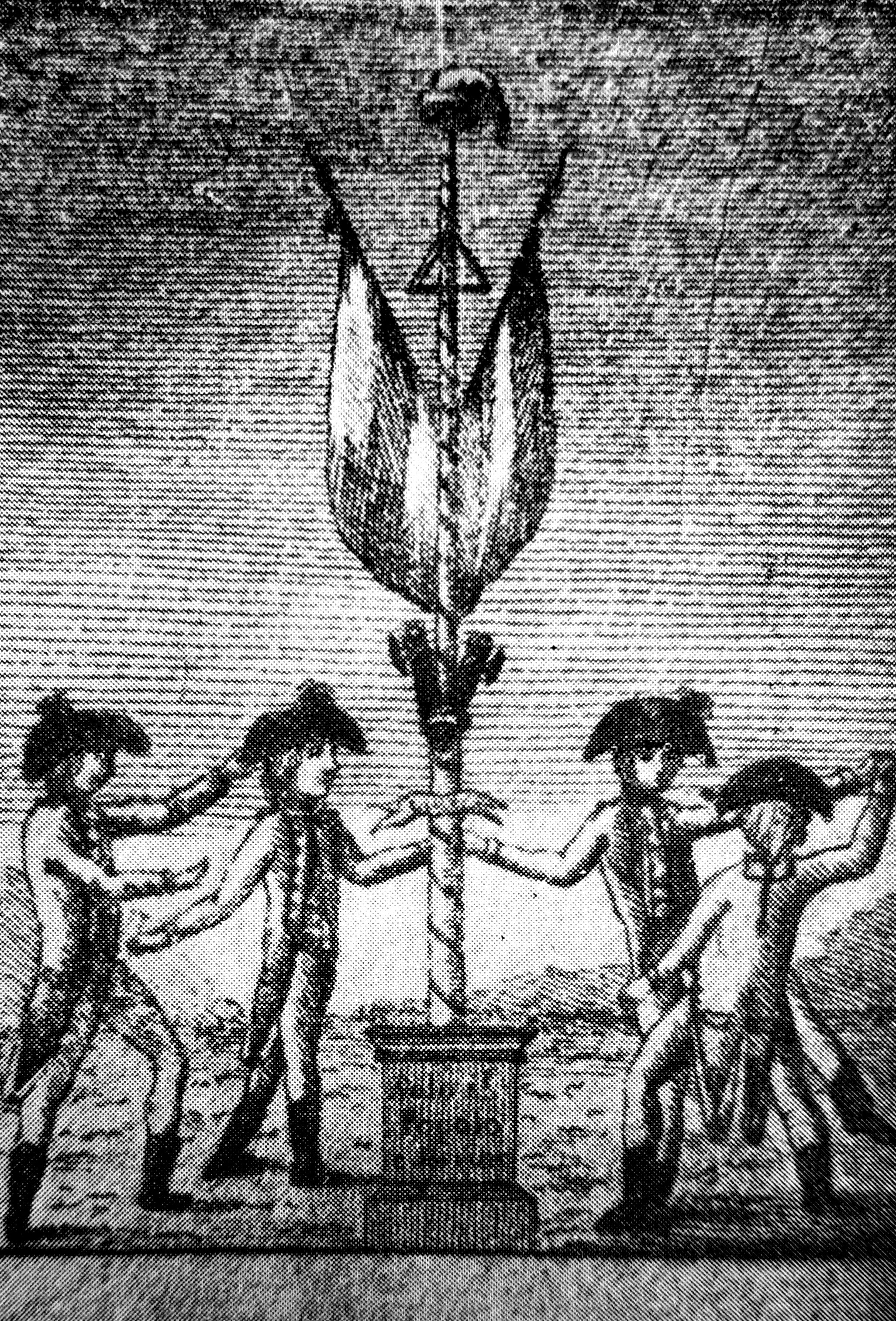
Si piantano ovunque alberi della libertà, simboli del nuovo corso rivoluzionario

La tensione crebbe per tutti i mesi estivi, in particolare allorché si sparse la voce, infondata, di una vittoria austriaca a Mantova, sino a quando il 20 agosto un banale diverbio avvenuto al mercato tra una popolana ed alcuni soldati modenesi che la Reggenza aveva inviato a Reggio per mantenere l'ordine, fece scoccare la scintilla della rivolta, che portò, senza spargimento di sangue, al completo allontanamento delle truppe ducali dalla città, avvenuto 2 giorni dopo. Seguì la proclamazione da parte del Senato reggiano dell'indipendenza da Modena e la richiesta di protezione francese. Sul municipio della città venne issato uno striscione con scritto Repubblica di Reggio.
La sommossa reggiana diventò un punto di riferimento anche per i patrioti presenti nelle altre città dell'Emilia perché «i cittadini di Reggio hanno dato il più luminoso esempio del loro amore per la libertà: non attesero che estranea mano sciogliesse le loro catene, ma loro stessi coraggiosamente operarono una rivoluzione». Ma suscitò entusiasmi anche altrove, dato che pochi giorni dopo, il 16 settembre,  i Milanesi accolsero con entusiasmo una delegazione composta dai reggiani Paradisi, Lamberti e Re con cui discussero d'una possibile e comune convocazione di una convenzione nazionale composta da 120 deputati rappresentativi di tutta l'Italia settentrionale sotto influenza francese, escluso il Piemonte, anche se questa iniziativa non ebbe poi seguito. Pochi giorni dopo un'analoga proposta fu avanzata anche a Bologna.
Ormai la situazione si evolveva con estrema rapidità: con un editto del 9 settembre il Senato reggiano comunicò che «ben presto si formerà una deputazione destinata a proporre una Costituzione tutta democratica la quale, dopo esser stata approvata dal governo francese, sarà messa alla cauzione del popolo tanto della città quanto del contado e paesi riuniti»; poi il Senato si dimise convocando nuove elezioni che si tennero il 31 agosto, con la nomina di 10 nuovi membri del governo. Ma se in città le cose procedevano velocemente, non pochi furono invece i contrasti con le località del circondario che, in genere, subordinarono l'adesione al "nuovo corso" alla possibilità di veder a loro volta riconosciute autonomie e diritti, mentre in qualche altro caso, ad esempio a Gualtieri, Novellara e soprattutto a Scandiano, rimasta una roccaforte dei partigiani del duca, vi furono resistenze e disordini, con vittime, che solo a fine ottobre trovarono soluzione.

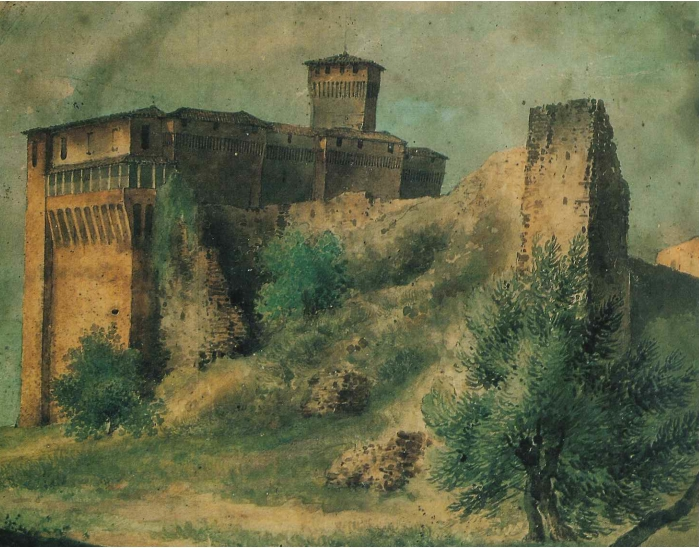
Il Castello di Montechiarugolo

L'entusiasmo salì al massimo quando il 5 ottobre. il giorno successivo alla dichiarazione di decadenza del duca di Modena, un drappello della Guardia Civica reggiana, che era stata costituita dopo il moto del 20 agosto sino a raggiungere il migliaio di elementi, sotto il comando dall'ex ufficiale ducale Francesco Scaruffi, sorprese e catturò a Montechiarugolo, nei pressi di Parma, con la perdita di un militare, un reparto austriaco di 150 soldati che, usciti dall'assedio di Mantova con una sortita, avevano intenzione di raggiungere la Toscana. Il fatto d'arme, di per sé scarsamente significativo nell'ambito della Campagna d'Italia, ebbe tuttavia una grande risonanza propagandistica per l'orgoglio delle nascenti repubbliche emiliane e lo stesso Bonaparte, segnalandolo al Direttorio quale esempio delle ritrovate virtù militari italiane, consentì che fossero gli stessi reggiani al comando di Carlo Ferrarini a scortare i prigionieri sino a Milano, dove furono accolti da grandi festeggiamenti culminati con un concerto alla Scala. Foscolo inviò ai reggiani una lettera con la quale dedicò loro una sua ode.
Intanto, con la caduta del regime ducale, non v'era più motivo di tenere separati i due territori modenese e reggiano - a quel punto entrambi sottomessi alla Francia - e l'11 ottobre il Direttorio ne ordinò la riunione sotto un solo governo, facendo svanire ogni ipotesi di una autonoma repubblica reggiana e provocando non poche proteste, tanto che un documento del governo provvisorio reggiano di quei giorni rilevava che «coi modenesi non abbiamo e non intendiamo avere alcuna comunione di interesse». Il primo provvedimento del nuovo governo fu di ristampare il decreto reggiano di abolizione dei feudi.

#### Bologna: intransigente municipalismo

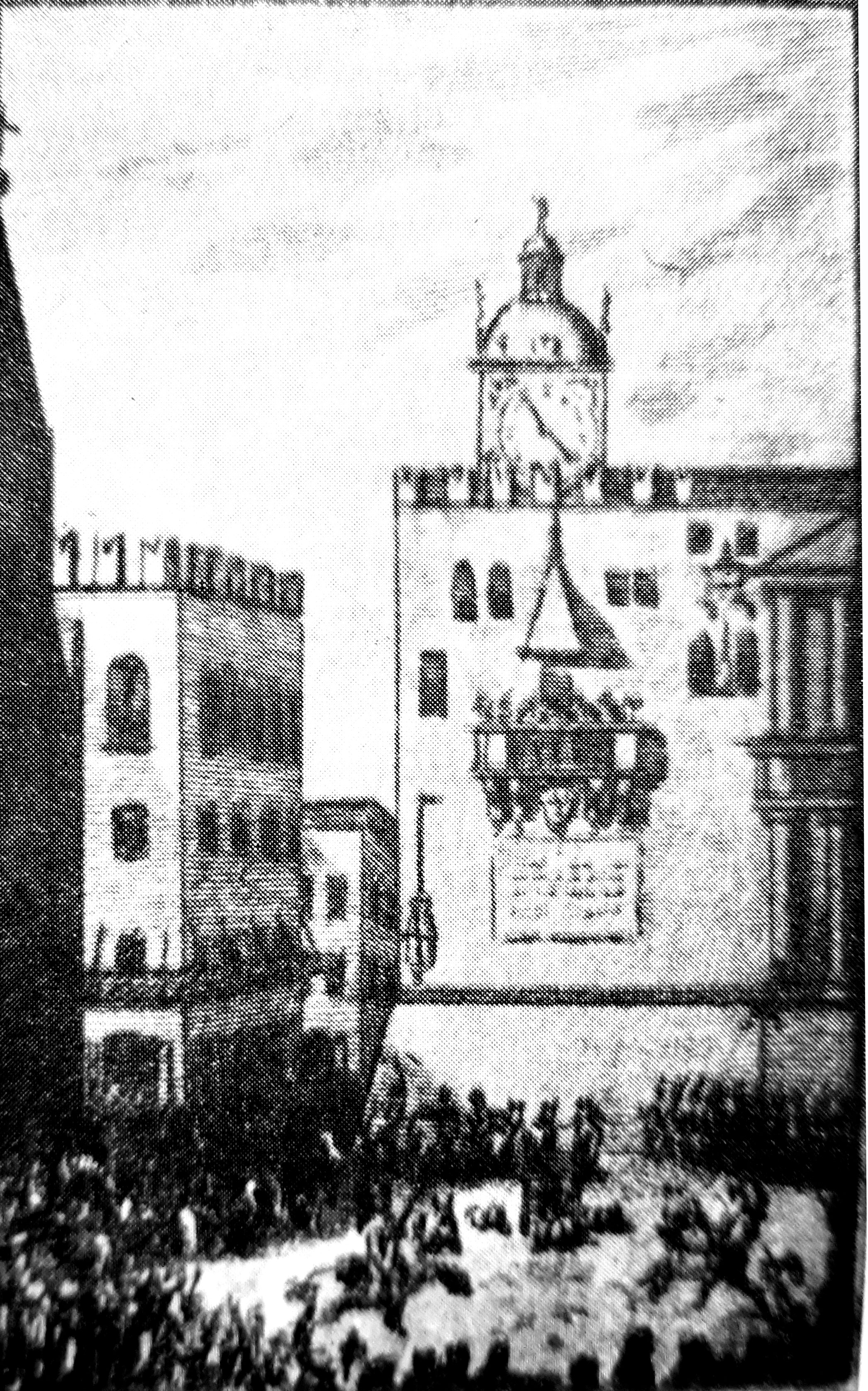
L'ingresso delle truppe francesi a Bologna, il 19 giugno 1796. disegno anonimo

Sin dalla prima metà del maggio 1796 il Senato bolognese, a fronte delle travolgenti vittorie di Bonaparte, aveva nominato una delegazione, composta da 12 senatori, due dei quali, Caprara e Malvasia, il giorno 12 si recarono ad incontrare le truppe francesi impegnate nel passaggio del Po, prima della Battaglia di Lodi; intanto il Senato, senza tener conto del governo papale (che stava tentando, con la mediazione della Spagna, di avviare trattative con i dirigenti francesi), pubblicò un editto con cui di ordinava «che non ardiscano né per sé, né per altri di far suonare le campane dell'armi, né di far adunare gli abitanti ed i paesani contro le truppe francesi che entrino in questa provincia, ma si vuole anzi che ognuno le rispetti e tratti amichevolmente nel loro soggiorno». Tuttavia l'andamento delle operazioni militari impegnava i Francesi altrove e pertanto la città, dopo quel primo incontro, restò per oltre un mese «sospesa nelle proprie dubbiezze».
Il 18 giugno 1796 le truppe francesi furono segnalate a Crevalcore e lo stesso giorno un'avanguardia di cavalleria, al comando del generale Verdier entrò in città seguita il giorno dopo da un'intera divisione, forte di 7 000 uomini, al comando di Augerau, che attraversò la Porta San Felice proprio mentre si svolgeva la processione del Corpus Domini, generando nei Francesi l'equivoco che si trattasse di una cerimonia in loro onore. I Francesi allestirono il proprio campo dei soldati a Crociali, a nordovest della città, mentre gli ufficiali furono ospitati nelle case delle famiglie più abbienti.

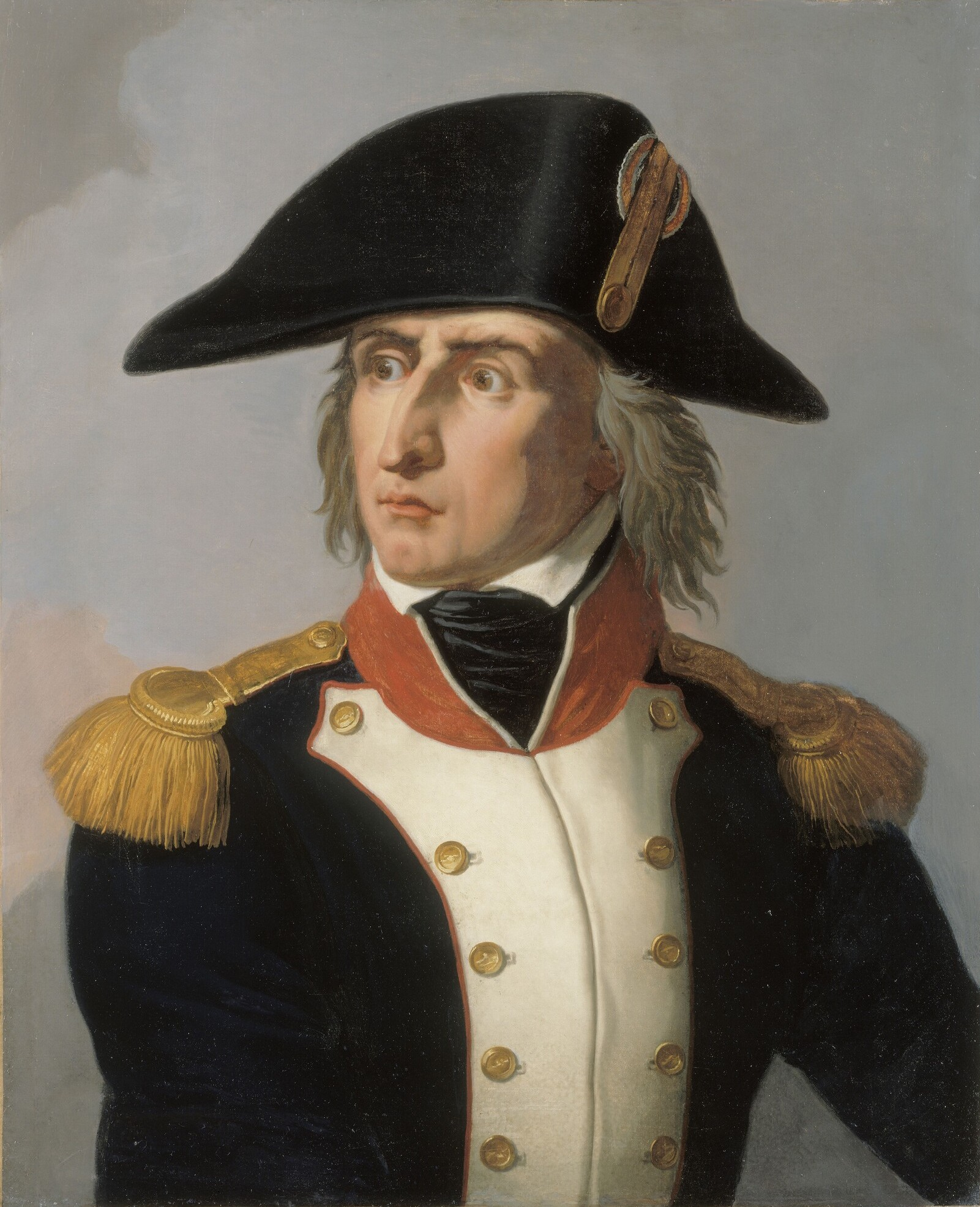
Il generale Charles Pierre François Augereau comandava le truppe francesi che occuparono Bologna il 19 giugno 1796

In quella occasione il Senato emanò un secondo editto in cui ribadiva che «le truppe che arriveranno vengono come amiche, rispettando e facendo rispettare la religione, il Governo, le persone e le proprietà [...] Nessuno ardisca offendere le truppe con le parole e con fatti». La Guardia Svizzera, di stanza a Bologna sin dal 1542, depose le armi e fu lasciata libera di allontanarsi.
Le cose subirono una repentina accelerazione quando nella notte del 19 giugno arrivò in città Bonaparte che il giorno dopo convocò il rappresentante del governo papale il Cardinale legato Vincenti, intimandogli di lasciare la città e dispose la restituzione della cittadina di Castel Bolognese, antica rivendicazione della città felsinea. Fu imposto al governo papale di pagare un'indennità di 21 milioni di lire tornesi, mentre alla città ne furono richiesti 4, di cui la metà in contanti e l'altra in oro ed argenti, oltre alla requisizione di opere d'arte e di altri beni di valore custoditi all'Istituto delle Scienze. Fu necessario istituire una tassa sui facoltosi.  I Francesi si impadronirono inoltre dei beni esistenti presso il Monte di Pietà, tra i quali i depositi in natura dei produttori tessili, da cui, tuttavia, furono tenuti esenti quelli d'un valore inferiore alle 200 lire che Bonaparte ordinò di restituire, proclamando che «il vincitore mal soffrirebbe di vedere i suoi allori bagnati colle lagrime dell'indigente». Furono liberati dal carcere alcuni condannati per la congiura del 1794 e venne ordinata una cerimonia per commemorare De Rolandis e Zamboni, i cui resti mortali l'8 agosto 1796 furono rimossi per essere inumati, con feste e preghiere, alla Montagnola, dove fu eretta una colonna commemorativa, poi demolita al ritorno degli Austriaci. In sostanza, l'ingresso francese a Bologna fu «un trionfo [e] nei pochi giorni in cui Bonaparte vi si fermò quella città cambiò completamente fisionomia e mai una così generale rivoluzione nei costumi e nelle abitudini avvenne più rapidamente».

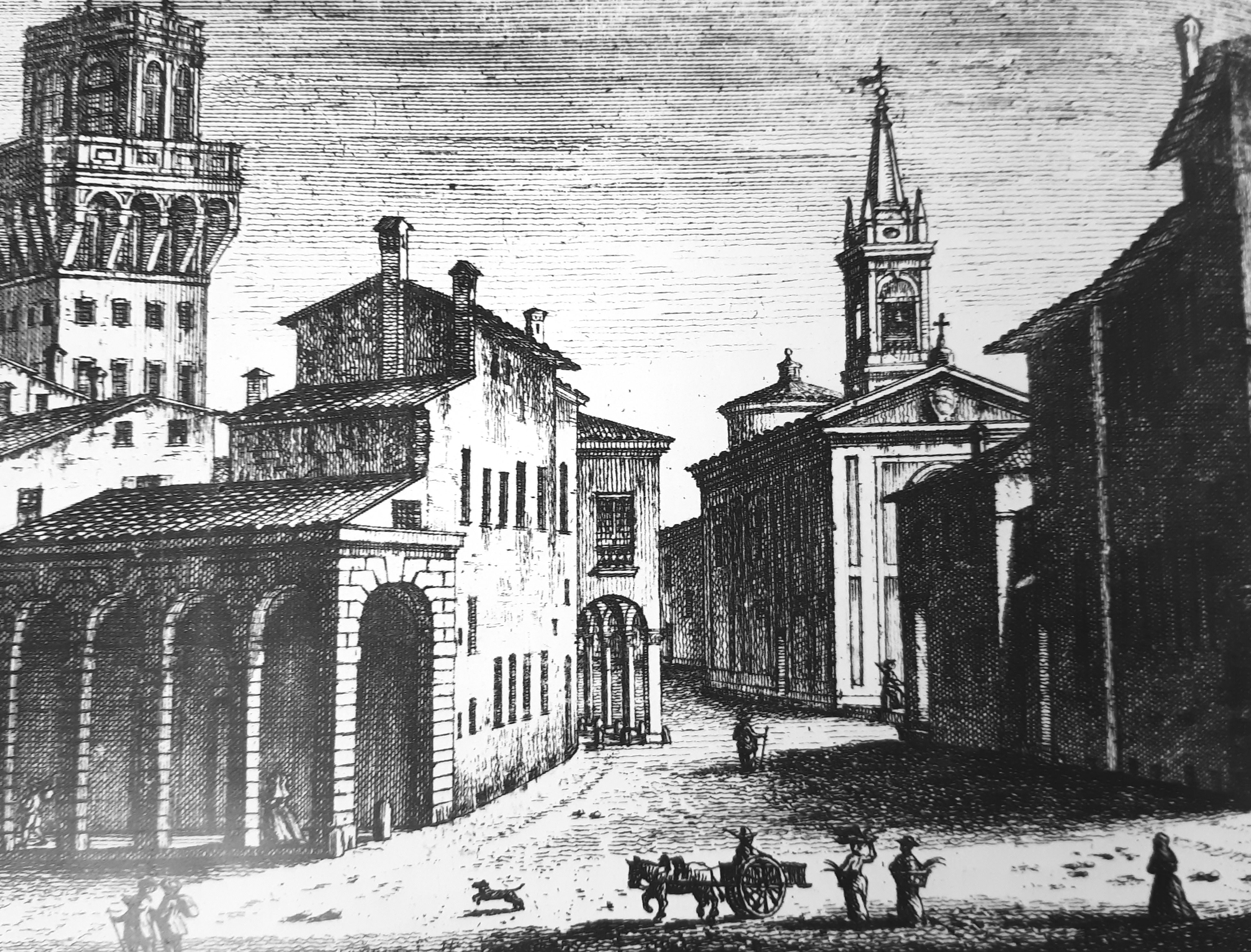
La Torre della Specola di Bologna alla fine del XVIII secolo, in un disegno di Pio Panfili, da dove i francesi asportarono beni ed oggetti di valore artistico e scientifico

Poi Bonaparte, «informato delle antiche prerogative e privilegi lasciati alla città quando venne il potere dei Pontefici e come questi siano stati in ogni tempo lesi, intende restituire alla città stessa la sostanza del suo antico governo: in conseguenza è abolita ogni autorità e tutto il potere legislativo si concentra per ora nel Senato»: fu tuttavia posta la condizione che i senatori giurassero fedeltà alla Repubblica Francese con la formula «A laude dell'onnipotente Iddio, della beata vergine e di tutti i Santi, ad onore eziandio e riverenza dell'invitta repubblica di Francia ...». Anche i religiosi dovettero giurare di «esercitare il Sacro Ministero senza perturbazione della pubblica tranquillità» ed i Gesuiti furono diffidati «affinché non si mescolino nei pubblici affari, altrimenti mi troverò costretto ad espellerli per sempre». Tra coloro che si rifiutarono di giurare vi fu, per motivi religiosi, lo scienziato Luigi Galvani. Anche a Bologna furono eseguite dalla Commissione incaricata dal Direttorio asportazioni di opere d'arte ed oggetti di valore, in particolare 32 dipinti di Carracci e del Guercino custoditi presso l'Accademia Clementina che il 2 luglio 1796 presero la via di Parigi assieme a preziosi strumenti scientifici sottratti all'Istituto delle Scienze.
I dirigenti bolognesi, di inclinazione fortemente municipalista, resa ancora più radicale dall'insofferenza per il predominio negli affari civili di una Chiesa che occupava in modo improduttivo con monasteri e conventi un quarto della superficie urbana, sperarono che con i provvedimenti assunti da Bonaparte fosse arrivato il momento di poter recuperare un'ampia autonomia, ed in quella direzione il Senato si mise immediatamente all'opera. Sin dal 1º luglio venne istituita una Giunta di 30 membri con il compito di predisporre un testo costituzionale, che, con alterne vicende, concluse i propri lavori alla fine del settembre 1796. Il giorno successivo i delegati bolognesi Caprara, Aldini e Savioli incontrarono Augerau per sottoporgli la proposta di formazione di una Guardia Civica di 600 unità: inizialmente si pensava ottimisticamente ad un forte afflusso di volontari, ma già il 19 luglio si dovette constatare che si erano arruolati solo in 300. Fu pertanto necessario ricorrere alla coscrizione obbligatoria, che diede luogo a proteste e disordini in alcune comunità rurali (come ad Anzola il 1º settembre) e inoltre dovette scontare anche la carenza di vestiario per le divise: furono utilizzati abiti residui di lavorazione a righe che condusse i bolognesi a definire questa truppa rigaden, oltre che miliziotti. La Costituzione fu infine votata il 4 dicembre ma non entrò mai in vigore.

#### Ferrara e la sommossa di Lugo

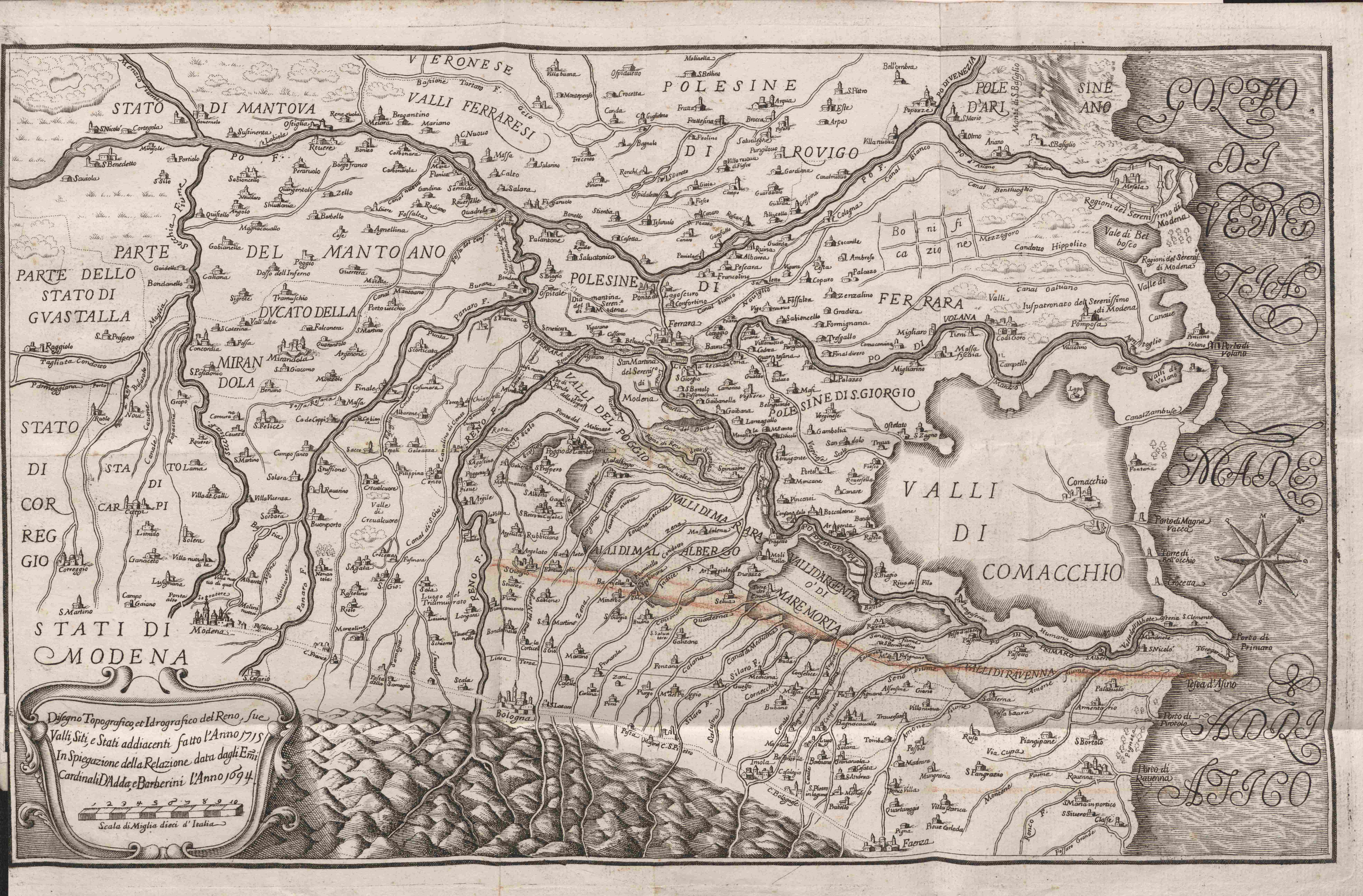
Antica mappa idrografica del Reno (1732) comprendente i territori, al tempo domini papali, di Bologna e Ferrara

Nello stesso giorno 20 giugno 1796 in cui Bonaparte metteva mano agli assetti bolognesi, inviava a Ferrara un ufficiale con un ordine rivolto alle pubbliche autorità cittadine di recarsi il giorno successivo, alle ore 12, presso il suo comando: erano convocati il legato pontificio, cardinale Pignatelli; il comandante del presidio della fortezza, Manciforte; il Giudice dei Savi, conte Alberico Tedeschi.) Giunti al cospetto del Generale i primi due furono bruscamente destituiti, ricevendo l'intimazione di allontanarsi senza rientrare in città; Pignatelli si rifugiò a Roma, ed il comandante se ne ritornò in Svizzera.
Al Giudice dei Savi fu concesso di rientrare, ma a due precise condizioni: avrebbe dovuto preparare gli alloggiamenti per le truppe francesi in arrivo e predisporre il formale giuramento di fedeltà alla Repubblica Francese da parte del Consiglio Centumvirale.
Dopo un paio di giorni di incertezza il 24 giugno entrò in città una brigata al comando del generale Robert, accolta da applausi e sfoggio di coccarde tricolori, con le principali famiglie ferraresi che si contendevano l'ospitalità degli ufficiali; il giorno successivo il Consiglio Centumvirale si affrettava a prestare il richiesto giuramento, con la formula:
(riportato in: Silvio Pivano, Albori costituzionali d'Italia: 1796, Torino fratelli Bocca, 1913, p.280)

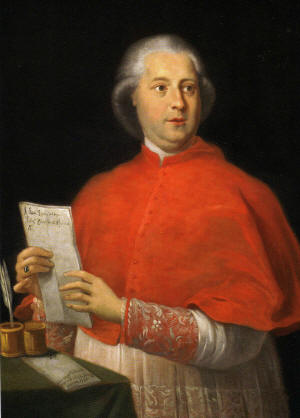
Il cardinale Pignatelli, legato pontificio a Ferrara, fu espulso dalla città per ordine di Bonaparte il 21 giugno 1796

Seguiva l'allestimento dell'albero della libertà, l'abbattimento degli stemmi pontifici, la rimozione delle porte che rinchiudevano il ghetto  e la trasformazione del "Magistrato dei savi" in governo "municipale", cui si fecero emanare tre decreti per ordinare l'espulsione dei religiosi francesi che si erano rifugiati a Ferrara sin dal 1791, la consegna di tutte le armi personali e l'obbligo di emigrazione per gli stranieri non residenti, oltre al sequestro di tutte le proprietà inglesi. Così, in meno di 48 ore, si sfaldava senza la minima resistenza un dominio papale durato circa 2 secoli.
Ma l'iniziale atteggiamento di favore dimostrato dai ferraresi verso i nuovi arrivati si scontrò quasi subito contro i primi provvedimenti del generale Robert e del Commissario Gustave Léorat che imposero alla città il pagamento di una contribuzione di 4 milioni di lire tornesi e, come a Bologna, si impadronirono del Monte di Pietà, considerato uno dei più ricchi della regione, i cui ingenti depositi presero la via di Parigi, facendo salvi solo i beni di modico valore e le fedi nuziali. Per mettere insieme l'ingente somma il Magistrato, benché formalmente governo soltanto municipale, dovette rivolgersi alle località del territorio, il che causò disordini e proteste ad Argenta e, soprattutto, nella cittadina di Lugo, considerata una delle più prospere della regione.
Nella località romagnola nacque una vera e propria insurrezione armata, che non si arrestò neppure di fronte ad alcuni tentativi di mediazione del vescovo di Imola Barnaba Chiaramonti (il futuro Papa Pio VII) e si concluse il 6 luglio con un bombardamento francese ed un successivo saccheggio, con molte vittime, alcune fucilazioni e diversi ostaggi,

Mentre a Lugo si combatteva, la municipalità ferrarese decise ai primi di luglio di imitare le altre città (Milano, Parma, Modena, Bologna) che già avevano inviato proprie delegazioni a Parigi, ognuna preoccupata per le proprie mire territoriali: nel caso di Ferrara la scelta dei delegati non fu semplice dato che i due rappresentanti Vincenzo Massari ed Alessandro Guiccioli, incaricati di richiedere al Direttorio l'istituzione di una federazione degli Stati che «rimanessero liberi in Italia», ma anche di contrastare le pretese dei bolognesi di estendersi verso il Po e la Romagna, ottennero solo 50 voti contro 40 contrari.

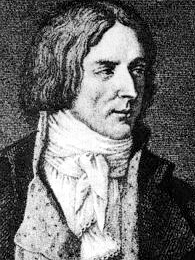
Antoine Christophe Saliceti, Commissario dell'Armata d'Italia

La calma seguita ai fatti di Lugo era destinata a durare poco: equivocando sulla frettolosa partenza del contingente francese diretto all’assedio di Mantova ed ai campi di battaglia di Lonato e Castiglione, l'arcivescovo Mattei proclamava il ripristino del potere papale, scontrandosi con la Municipalità che si rifiutava di appoggiare la restaurazione. Tuttavia fu soltanto a metà agosto che i francesi, dopo aver respinto l’offensiva di von Wurmser ritornarono a Ferrara, intimando a Mattei di recarsi a Brescia presso il comando di Bonaparte, dove fu tenuto prigioniero sino al 28 settembre.
Nonostante la fedeltà dimostrata in tale occasione, ed alcuni atti di governo emanati in linea con le nuove idee in materia di annona, igiene, moneta, guardia nazionale, ormai i francesi non consideravano più la municipalità di Ferrara all’altezza del compito, sia per la presenza di elementi conservatori, sia in vista dell'imminente Congresso di Modena: così già il 25 settembre, il commissario Saliceti, in una lettera inviata da Firenze a Bonaparte aveva richiesto di sciogliere i governi locali per «disporre a Ferrara di uomini più svelti», ricevendone il consenso. Il successivo 1 ottobre 1796 Saliceti decretò la sostituzione del Consiglio Centumvirale con una "Amministrazione centrale del Ferrarese" di 15 membri da lui nominati, e la soppressione di tutte le altre autorità municipali.
I provvedimenti rivoluzionari ebbero un'accelerazione quando Bonaparte, giunto nella città estense per una sosta il 20 e 21 ottobre, ordinò la soppressione della Inquisizione, l’abrogazione del Tribunale Ecclesiastico e del diritto di asilo nelle chiese, la proibizione dei titoli nobiliari, l’incameramento da parte dell’erario dei crediti vantati dai monasteri e l'istituzione di una amministrazione civile per i parroci meno abbienti, da sostenere con una indennità annua di 120 scudi (quest’ultima decisione non fu mai attuata). Venne anche pubblicato un decreto con cui si proclamava la totale libertà di stampa per "fornire attraverso di essa i lumi e tutti quei mezzi atti a promuovere la pubblica felicità in tutti i campi: l’agricoltura, il commercio, il sistema daziario, la pubblica istruzione, i costumi". Durante i due giorni di visita del Generale, si tennero feste da ballo al Castello Estense e veglioni all'aperto, con distribuzione di cibo al popolo. Ma le condizioni della zona restavano tutt’altro che tranquille sia economicamente, a causa delle requisizioni francesi, sia politicamente, per via delle forti, anche se latenti, resistenze che emergeranno quando si tratterà di votare per la nuova Repubblica, mostrando una situazione di malcontento delle campagne, non colta dai fautori del nuovo corso, prevalentemente di estrazione urbana, intellettuale e borghese.

### Verso la Confederazione Cispadana

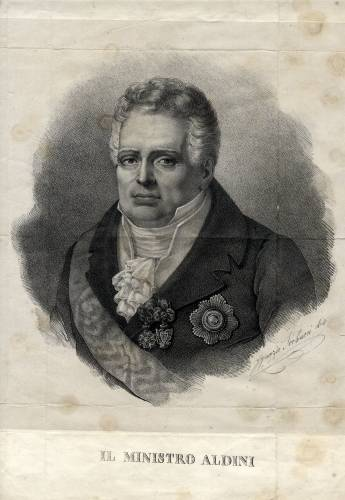
L'avvocato bolognese Antonio Aldini

Nel giro di pochi mesi, l'offensiva francese dell'Armata d'Italia guidata da Napoleone aveva spazzato via gli assetti istituzionali dei territori emiliani, rimasti immutati per secoli. Al loro posto, le autorità locali già esistenti furono trasformate in governi provvisori di impronta repubblicana e municipale.

#### Aspirazioni unitarie
In questa situazione vi fu chi iniziò ad immaginare un governo unitario "nazionale" che raccogliesse tutti i territori occupati dai francesi: così si era espresso il bolognese Antonio Aldini già nel giugno 1796, ed in quella direzione andarono i risultati del concorso, bandito in settembre a Milano, sul tema quale dei governi liberi meglio convenga alla felicità d'Italia. Al concorso parteciparono 57 concorrenti, dei quali 30 si mostrarono a favore di una repubblica unitaria, compreso il saggio risultato vincitore scritto da Melchiorre Gioia.
Mentre si sviluppavano le iniziative di propaganda i nuovi governi locali procedettero, sotto l'egida francese, a sostanziali riforme, tra cui l'abolizione delle feudalità e dei titoli o privilegi nobiliari e l'introduzione di alcuni princìpi di tolleranza religiosa anche se gli Ebrei continuavano ad essere discriminati, venendo loro impedito di entrare nella Guardia Civica. Ma accanto ai desideri di riforma permanevano ancora forti diffidenze, radicate ostilità ed accese rivalità accumulate in secoli di separazione tra Stati diversi, che permanevano anche dopo lo sconvolgimento portato dai francesi.

#### L'iniziativa di Napoleone
Fu a questo punto che intervenne Napoleone, preoccupato per la situazione strategica dove lo vedeva ancora impegnato contro l'Austria, che per quanto già sconfitta in diverse occasioni, continuava ad attaccarlo. Ciò rendeva necessaria una riorganizzazione dei territori conquistati, in modo da rafforzare e rendere sicure le retrovie e allo stesso tempo diventare minaccia per gli Austriaci; a tale fine era possibile utilizzare l'entusiasmo suscitato, almeno in una parte delle popolazioni, dalle idee rivoluzionarie per concedere un'autonomia che non fosse in contrasto con le esigenze della guerra in corso.
Dopo aver inizialmente immaginato un incontro più vasto, Bonaparte assunse l'iniziativa il 9 ottobre incaricando Garrau, commissario del Direttorio presso l'Armata d'Italia, di
(Corréspondances de Napoleon Ier, Paris, Pion-Doumaine, 1859, IIme vol, fiche 44)
indicando come obiettivi prioritari del congresso le questioni che in quel momento erano per lui più urgenti, cioè quelle militari, quali l'organizzazione di una "legione italiana" e in secondo luogo la creazione di "una specie di federazione per la difesa comune".
| Tabella 1 - Distribuzione della provenienza dei delegati al Primo Congresso Cispadano | Tabella 1 - Distribuzione della provenienza dei delegati al Primo Congresso Cispadano | Tabella 1 - Distribuzione della provenienza dei delegati al Primo Congresso Cispadano |
| Città                                                                                 | proposta iniziale                                                                     | composizione definitiva                                                               |
| ------------------------------------------------------------------------------------- | ------------------------------------------------------------------------------------- | ------------------------------------------------------------------------------------- |
| Bologna                                                                               | 36                                                                                    | 36                                                                                    |
| Ferrara                                                                               | 26                                                                                    | 30                                                                                    |
| Modena                                                                                | 22                                                                                    | 21                                                                                    |
| Reggio Emilia                                                                         | 22                                                                                    | 21                                                                                    |
| Totale                                                                                | 106                                                                                   | 108                                                                                   |

Sulla base di queste indicazioni, nella prima metà di ottobre si lavorò alla preparazione del Congresso e il 12 alcuni esponenti dei governi provvisori furono convocati da Garrau, suscitando negli interessati qualche apprensione sul fatto che "non si proporrà cosa che offenda la Religione e che sugli altri aspetti nessuna risoluzione verrà presa se non avuto riguardo ai diritti del popolo".
Le preoccupazioni espresse furono fugate in un incontro che si svolse il 16 ottobre, tra Bonaparte, affiancato dai commissari francesi Garrau e Saliceti, e quattro delegati dei governi locali cui si diede l'indicazione che "nulla starà più a cuore ai rappresentanti dei quattro popoli che di mantenere la Religione e la Proprietà".
Nella fase preparatoria al Congresso si determinò la distribuzione territoriale dei delegati, che vennero nominati non soltanto nell'ambito dei governi cittadini, ma anche tra persone influenti delle aree rurali (rappresentando così una novità rispetto al passato), stabilendo inizialmente 105 deputati totali, poi leggermente aumentati con la correzione di alcuni errori di calcolo proporzionale.

#### Il primo Congresso Cispadano

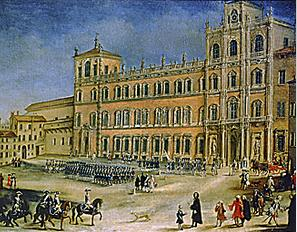
Il palazzo Ducale di Modena, in un dipinto anonimo della fine del 700, dove si tennero i festeggiamenti inaugurali del Primo Congresso Cispadano

Il 16 ottobre 1796, alla presenza di Bonaparte, che rivolse ai convenuti un saluto in lingua italiana, sì aprì a Modena il Primo Congresso Cispadano. L'inaugurazione, presso Palazzo Ducale, fu accompagnata da balli e festeggiamenti con oltre 300 convitati, E nella stessa occasione venne eletto alla presidenza del Congresso il bolognese Antonio Aldini. I lavori, che si protrassero fino al 18 ottobre, si svolsero nel Palazzo Rangoni sulla Via Emilia e ben presto quella che doveva essere una riunione a fini di collaborazione essenzialmente militari diventò un evento politico.
Vennero infatti emanati due atti: il primo era un proclama, elaborato dal deputato Favi di Ferrara, indirizzato «a tutte le genti della Penisola» per annunciare la realtà della neonata Confederazione cispadana, che si dichiarava aperta all'ingresso di altri popoli; poi con un secondo appello più specifico, scritto dal bolognese Ferdinando Marescalchi, il Congresso si rivolgeva ai popoli della Romagna, ancora sotto lo Stato Pontificio, invitandoli esplicitamente ad unirsi alla federazione. Il proclama di Marescalchi in particolare ebbe una qualche risonanza, provocando moti a Faenza, repressi dalle autorità provocando una vittima e alcuni arresti.
In soli tre giorni di adunanza il primo Congresso di Modena, su cui ancora pesavano le secolari diffidenze tra le diverse città, non poté andare oltre una dichiarazione solenne, votata per acclamazione alla presenza del generale Auguste Marmont a cui Bonaparte aveva incaricato di assistere ai lavori, di voler rendere permanente l'unione dei territori tramite una Confederazione.
Al fine di istituire il nuovo ente, che comprendesse e mantenesse i governi locali già esistenti, si decise di indire un secondo Congresso, ovviamente con il consenso francese. La nuova assemblea doveva svolgersi a Reggio Emilia e a differenza della precedente i deputati non sarebbero più stati nominati, bensì eletti «col motivo di assicurare la felicità e la sicurezza dei popoli di Bologna, Modena, Reggio e Ferrara».

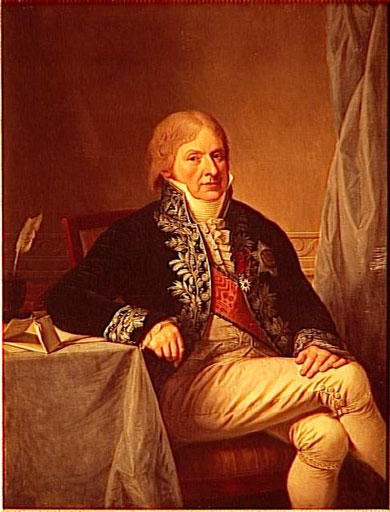
Il bolognese Ferdinando Marescalchi, autore dell'appello ai popoli della Romagna ad unirsi alla nuova repubblica

Il primo Congresso Cispadano si chiuse il 18 ottobre e nonostante le difficoltà in cui operò, stretto tra le resistenze al nuovo corso di una parte delle popolazioni e le enormi difficoltà finanziarie in cui versavano i vari territori soggetti alle indennità belliche imposte dai Francesi, rafforzò la visione "unitaria" delle città che vi parteciparono, pur rivestendo un'importanza "morale" piuttosto che pragmatica. Tutto questo suscitò apprezzamento nello stesso Bonaparte che il 17 ottobre aveva informato il Direttorio che i delegati
(Corréspondances de Napoleon Ier, Paris, Pion-Doumaine, 1859, 2° vol, fiche 166)
In tal modo si era compiuto un primo passo verso l'istituzione di una repubblica una ed indivisibile, a cui erano più favorevoli ferraresi, reggiani e modenesi, molto meno i bolognesi. L'esito del Congresso si diffuse nel panorama italiano, suscitando notevoli entusiasmi e diventando un esempio per altre realtà, come ne è testimonianza il periodico milanese che scrisse:
(Termometro politico della Lombardia, 25 ottobre 1796)

### Malcontento e disordini

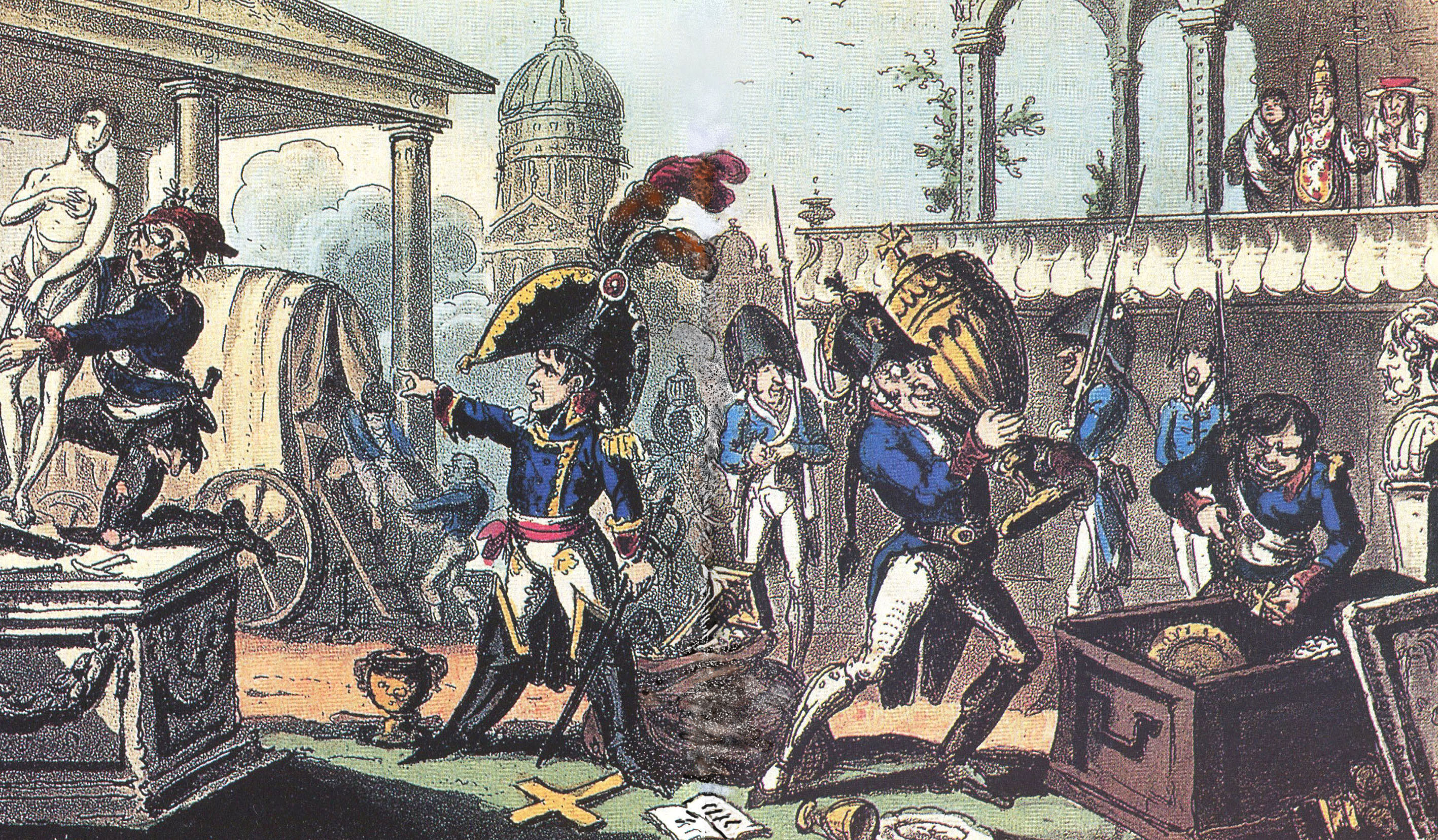
Napoleone guida il saccheggio dell'Armata francese in Italia, stampa satirica di James Gillray

Nonostante il successo politico rappresentato dalla proclamazione della nuova entità cispadana avvenuta al Congresso di Modena, la situazione nei territori emiliani restò grave e confusa sotto il profilo sociale, economico e della sicurezza. Alcune situazioni locali degenerarono in crisi di particolare gravità, fino al punto che in diverse zone agivano intere bande armate.
Restava incerta anche la situazione strategica generale, a seguito di alcune vittorie austriache ottenute dall'arciduca Carlo sul fronte renano, benché su quello italiano i timori seguiti alla sconfitta di Caldiero venissero comunque fugati dalla brillante vittoria di Arcole del 15-17 novembre 1796, che consentì all'area cispadana di avviarsi verso il Congresso di Reggio Emilia sentendosi protetta dalle armi francesi.

#### Crisi economica ed opposizione interna
La causa principale delle difficoltà economiche restavano le contribuzioni intimate dall'Armata d'Italia, che raggiunsero cifre enormi. Solo nel 1796, nel giro di circa 9 mesi, i Francesi trassero dall'Italia 45 milioni e 708 000 franchi in denaro, più 12 milioni e 120 000 in oro, argento ed altri beni, a cui andava aggiunto il valore, anche se in gran parte immateriale, delle centinaia di opere d'arte sottratte alle strutture pubbliche o private. Benché il denaro non provenisse tutto dall'area emiliana, tali importi erano comunque in grado di mettere in ginocchio, per la quota ad essa riferita, anche un'economia florida come quella della pianura inferiore del Po. Le requisizioni erano aggravate, nonostante provvedimenti severi assunti in qualche caso dalle autorità militari francesi, da «spoliazioni, ruberie, violenze e soprusi» e l'insieme dei due fattori causò carenze di generi alimentari, cereali e soprattutto di bovini da lavoro, dei quali fu persino bloccata l'importazione per motivi sanitari.
In poco tempo il sentimento generale verso i Francesi era mutato dal considerarli come liberatori a conquistatori e saccheggiatori, ed un popolo inizialmente amico era diventato ostile e sospettoso. Inoltre vi erano i rilevanti problemi economici causati dalla spese militari dirette cui erano obbligati i territori e che causavano continue richieste di fondi da parte della Giunta di Difesa Generale ai governi provvisori locali: 13 000 scudi a novembre ed 11 000 a dicembre, più i lavori per il Forte Urbano di Castelfranco. Per questo a Bologna il governo provvisorio fu costretto ad emanare il 20 dicembre un editto con cui si richiedeva un prestito forzoso «che costerà molte privazioni ai Cittadini, ma si avrà forse l'ingratitudine di lagnarsene?».
La sofferta situazione economica fornì ulteriori argomenti oltre a quelli ideologici, per coloro che, fautori dei cessati regimi, contrastavano la presenza francese con il richiamo ai valori della tradizione e soprattutto della religione. Tanto che in diversi casi, come già era accaduto nel giugno 1796 per le insurrezioni di Tortona e Pavia, proteste e sommosse furono ispirate e guidate da esponenti del clero; in altre occasioni, poiché erano le parrocchie le unità anagrafiche di base incaricate di predisporre le liste elettorali e provvedere ai seggi, si sospettò che i sacerdoti ostili utilizzassero il loro ruolo per boicottare le elezioni dei congressisti e ci si rivolse per questo ai Vescovi.

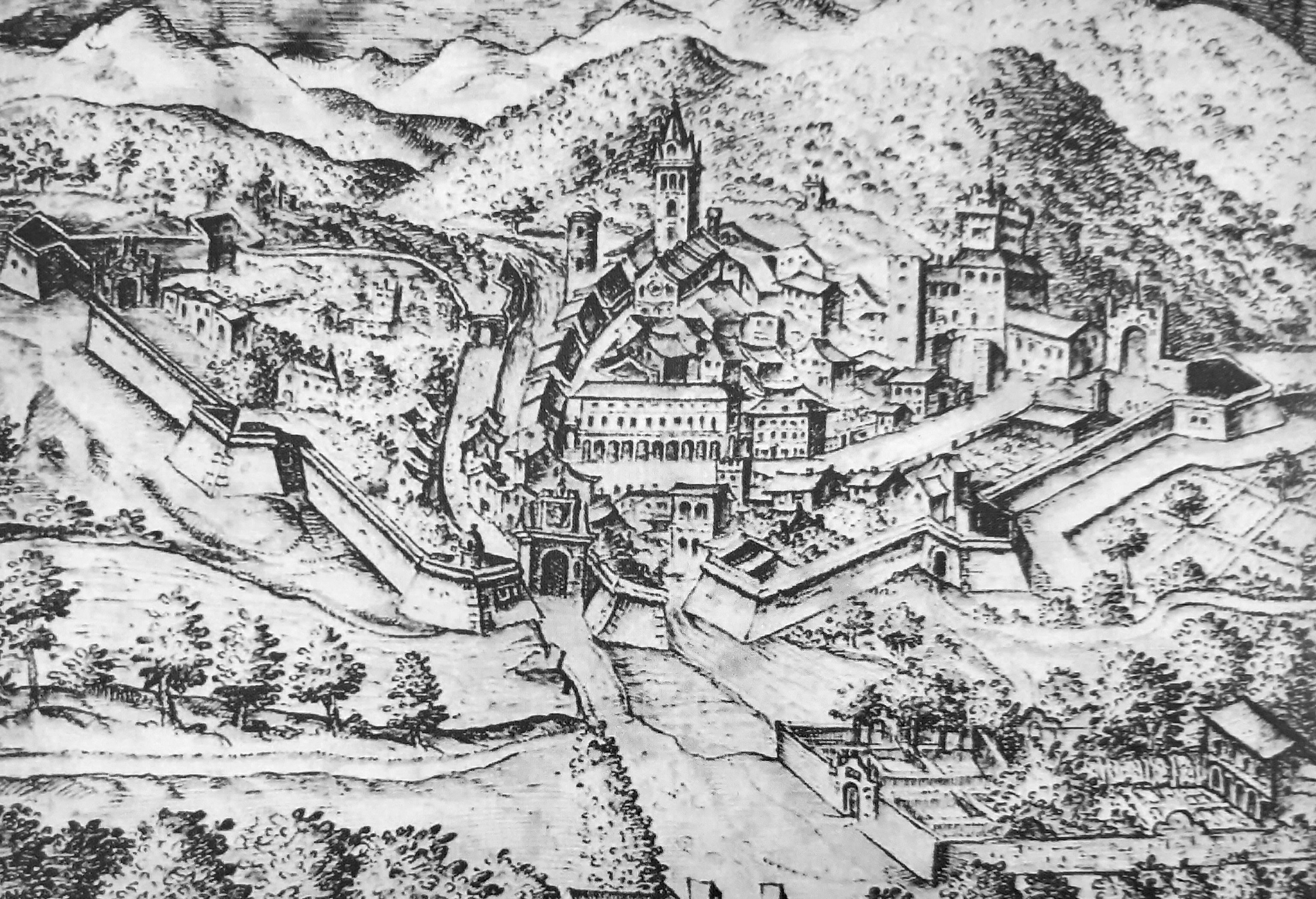
Carrara alla fine del XVIII secolo in una stampa anonima

Il 23 novembre il governo provvisorio bolognese dovette intervenire in quanto diversi parroci si erano rifiutati di tenere i comizi elettorali, spargendo la voce che i registri servivano per una temuta leva militare. Nel modenese, mentre i vescovi giurarono fedeltà alla Repubblica Francese, il clero delle campagne restava ostile e lo manifestò in vario modo, in particolare a Formigine, Spezzano, Maranello e Nonantola.

#### Rivolte di Concordia e Carrara
Come già accaduto a Lugo durante l'estate, l'insofferenza per il comportamento francese provocò in qualche caso vere e proprie insorgenze, scoppiate già in autunno e proseguite nell'inverno del 1796. La prima di queste avvenne all'inizio del dicembre 1796 a Concordia sulla Secchia e venne agevolmente repressa dal generale Rusca, che impose la consegna di 2 ostaggi deportati a Milano, sequestrò tutte le armi e pretese una penale di 4 000 lire modenesi.
Fatti più gravi occorsero a Carrara, occupata da giugno con 300 fanti e 25 ussari dal generale Lannes. Il 6 dicembre i carraresi, benché inizialmente avessero accolto con favore e con speranze di autonomia l'arrivo dei Francesi, di fronte alla brutalità dell'occupazione che li aveva costretti a pagare un'indennità di 10 000 pezze ed intendeva disporre l'abbattimento, sempre per denaro, della pineta cresciuta sull'arenile di Marina di Carrara che fungeva da protezione dei coltivi dal salmastro, si ribellarono abbattendo l'albero della libertà. La repressione francese fu anche in questo caso demandata a Rusca da Bonaparte, che ordinò:
(Corréspondances de Napoléon Ier, Paris, Pion-Doumaine, 1859, 2° vol, fiche 1261)
Furono date alle fiamme le abitazioni di coloro che si ritenevano responsabili della sommossa, e venne fucilato un tal Michele Bergamini, individuato quale capo della ribellione; sei ostaggi vennero deportati a Milano. Nel frattempo la vicina Massa, in un'assemblea dei circa 400 capifamiglia tenuta il 18 gennaio 1798 presso la cattedrale, approvò l'unione alla Cispadana «con quel vivo entusiasmo, figlio dell'amore più puro per le libertà, che fece spargere al bravo popolo di Lavenza lagrime di piacere all'arrivo dei liberatori francesi».
Anche Bologna tra ottobre e novembre fu in preda a disordini, fronteggiati con difficoltà da una Guardia Civica impreparata e poco motivata, il che provocò il 19 ottobre un intervento di Bonaparte con la minaccia di far fucilare gli anarchistes. Evidentemente l'intimidazione sortì scarsi effetti se a dicembre il generale Sérurier, comandante del presidio francese, richiamò nuovamente le autorità locali a far rispettare l'ordine contro «degli individui che senza alcun potere legale cercano di traviare il popolo senza che voi facciate nulla se non lamentarvene».

#### Insurrezione della Garfagnana

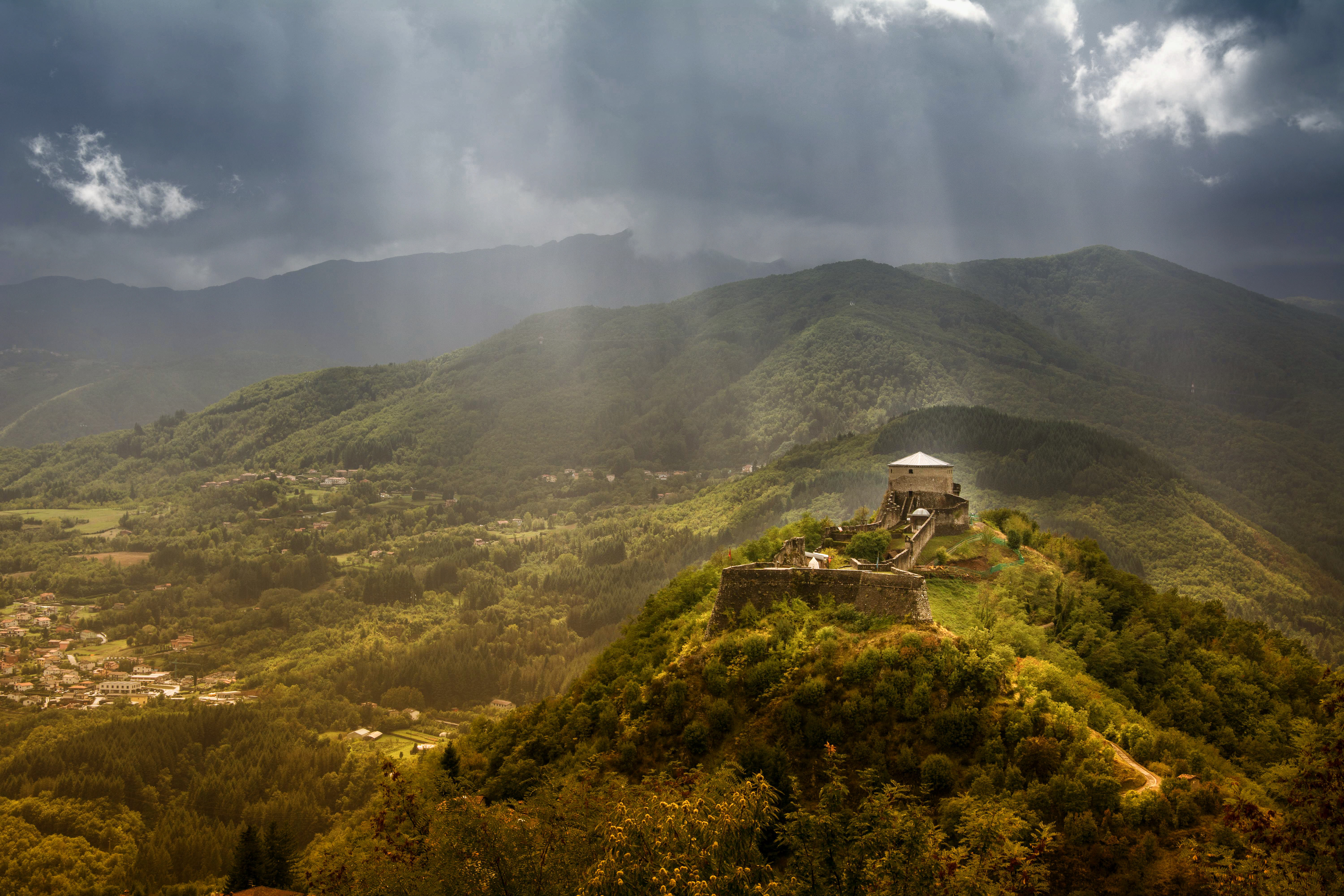
La Fortezza delle Verrucole, interessata dalla sommossa antifrancese in Garfagnana

Di tutte le sommosse antifrancesi avvenute tra l'ottobre del 1796 e il gennaio dell'anno successivo, la più grave fu senz'altro quella che riguardò la Garfagnana. Per più di un mese tra novembre e gennaio, le rivolte isolarono questa vallata, nota per la sua storica fedeltà alla dinastia Estense, costringendo alla fuga i rappresentanti del governo modenese di cui faceva parte anche il poeta Giovanni Fantoni.
La situazione rischiava di provocare un indebolimento strategico alle spalle dell'Armata d'Italia e Bonaparte affidò ancora una volta al generale Rusca il compito di riconquistare la zona. Sebbene gli insorti, al contrario di quanto successo a Lugo, all'arrivo delle colonne francesi si disperdessero senza opporre alcuna resistenza armata, la repressione che ne seguì fu particolarmente dura, con fucilazioni ordinate dalle Corti marziali, ostaggi deportati sino a Milano, abitazioni distrutte.

#### I propositi di Bonaparte
Nonostante le crisi e l'incertezza che caratterizzavano l'Italia settentrionale alla fine del 1796, proseguì il cammino per l'istituzione di un soggetto istituzionale cispadano avviata con il Congresso di Modena, e mise in evidenza come Bonaparte non intendesse più svolgere un mero ruolo militare, ma stesse ormai diventando una guida politica, rendendosi sempre più autonomo dal Direttorio.
Di questa strategia faceva parte l'istituzione in Italia di nuovi Stati basati sugli strati sociali moderati e la rinuncia ad ogni velleità di instaurare nuovi culti o di assecondare le idee più intransigenti. Questi propositi emersero chiaramente in una lettera inviata a Parigi in occasione dell'apertura del secondo Congresso Cispadano con la quale delineava gli obiettivi politici che riguardavano i territori emiliani, in contrasto col governo che preferiva puntare sulla nobiltà e sulla borghesia abbiente, diffidando al contrario dell'azione dei patrioti:
(Correspondances de Napoleon Ier, Paris, Pion-Doumaine, 1859, 2° vol, fiche 1321)

### Il Secondo Congresso Cispadano
| Tabella 2 - Composizione del Secondo Congresso Cispadano | Tabella 2 - Composizione del Secondo Congresso Cispadano |
| Città                                                    | Seggi                                                    |
| -------------------------------------------------------- | -------------------------------------------------------- |
| Bologna                                                  | 36                                                       |
| Ferrara                                                  | 24                                                       |
| Modena                                                   | 22                                                       |
| Reggio                                                   | 20                                                       |
| Totale                                                   | 102                                                      |

In base a quanto stabilito il 18 ottobre a Modena, si aprì a Reggio un secondo Congresso con una composizione solo leggermente diversa da quella dell'assise di ottobre, ma con la significativa novità che stavolta i rappresentanti dei territori non erano più nominati dai governi locali, bensì eletti.

#### Sistema elettorale del secondo congresso
La complessa procedura di elezione dei rappresentanti si basava su elezioni indirette di triplice grado. Alla base stavano le assemblee parrocchiali che eleggevano dei grandi elettori detti centurioni, i quali riuniti a loro volta eleggevano dei decurioni che dovevano scegliere i deputati congressuali. A Modena e a Reggio i comizi parrocchiali si tennero l'11 dicembre 1796, le assemblee dei centurioni il 15 dicembre, infine il 21 vennero eletti i rappresentanti al Congresso. Procedure analoghe si tennero a Ferrara nelle stesse date, mentre i 36 deputati di Bologna vennero eletti tra il 4 e il 5 dicembre nella stessa assemblea che approvò il progetto di Costituzione della Repubblica Bolognese.
Tuttavia l'adozione di questo complicato meccanismo ridusse la rappresentanza dei ceti mercantili e delle aree rurali, dando agli elementi moderati provenienti dai ceti aristocratici o censitari una netta prevalenza tra i congressisti.

#### Speranze ed entusiasmi

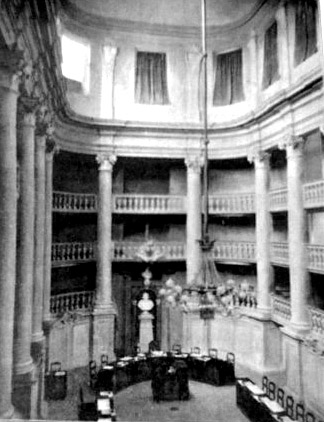
La sala del palazzo comunale di Reggio Emilia in cui si svolse il secondo congresso cispadano

Dopo che il 26 dicembre era stata celebrata una solenne funzione religiosa propiziatoria dei lavori e si erano legate le campane per non disturbare le sedute, il Congresso iniziò ufficialmente i propri lavori la mattina del 27 dicembre 1796 con la presenza dei 102 deputati ed al cospetto di Marmont, ufficiale di fiducia di Bonaparte, da questi delegato a seguirne (e, secondo alcuni storici, indirizzarne) i lavori. Lo stesso Bonaparte aveva rivolto da Milano al Congresso di Reggio un saluto augurale nel quale scriveva che
(Fiorini, Introduzione, p.II)
Inoltre pochi giorni prima, il 10 dicembre, Napoleone aveva ricevuto a Milano alcuni rappresentanti dei governi provvisori, concedendo una mitigazione dei pesanti carichi finanziari dell'occupazione francese ed accogliendo alcune rimostranze per i molti abusi a cui essa stava dando luogo.
Era quindi in un clima di grande ottimismo, non guastato neppure dalle manifestazioni di ostilità di una parte della popolazione reggiana verso i deputati provenienti da Modena, che si riuniva un Congresso con cui, nel pensiero di molti, si poteva superare la Confederazione Cispadana definita ad ottobre a Modena creando al suo posto una vera e propria Repubblica dotata di un proprio assetto istituzionale. A tale proposito già il 28 novembre un manifesto del governo modenese-reggiano aveva definito per la prima volta tale entità come una ed indivisibile, mentre sullo sfondo rimaneva sempre la prospettiva di potersi unire con la Lombardia per tendere verso un'unica Repubblica italiana. Nella prosa del tempo l'assemblea veniva quindi descritta come «un congresso di novelli Fabbrizi, che devono far tremare i Pirri dell'età moderna contro gli antichi pregiudizi fomentati da piccioli tiranni».

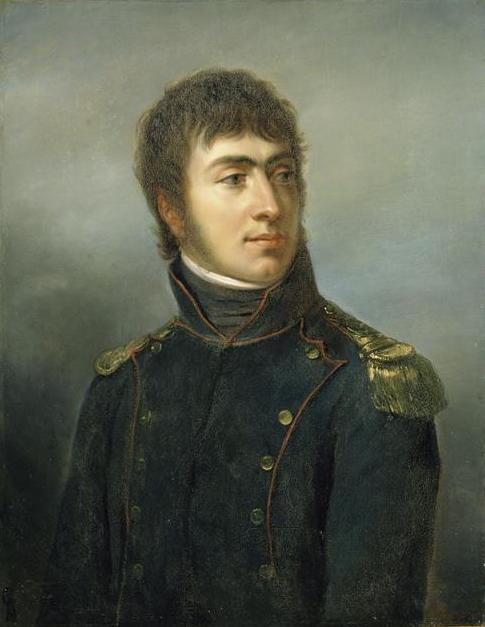
Il generale Auguste Marmont, rappresentante francese ai primi due congressi Cispadani

La suggestione unitaria era diffusa anche a Milano, tanto che il governo lombardo richiese a Bonaparte il consenso per poter inviare propri rappresentanti a Reggio Emilia, ottenendo una risposta incoraggiante:
(Corréspondances de Napoleon Ier, Paris, Pion-Doumaine, 1859, 2° vol, fiche 1358)
Ai lavori di apertura del Congresso parteciparono dunque otto delegati lombardi, definiti all'epoca Transpadani, provenienti da sei città lombarde: Milano, Lodi, Cremona, Casalmaggiore, Como e Pavia. Ad uno di essi, il conte Antonio Porro, durante la seconda giornata dei lavori fu data la parola. Costui, a nome di tutti i rappresentanti della Lombardia, rivolse un accorato saluto ai congressisti nel quale proclamava «esser venuti i buoni tempi italici che portavano gli uomini lombardi a congratularsi coi cispadani popoli dell'acquistata libertà ed esser dovere dei popoli eridanici infiammare con l'esempio loro e dar nuova vita all'altre italiche genti» al quale il ferrarese Carlo Facci, Presidente del Congresso, aveva assicurato di «corrispondere i cispadani con pari ardore ai benevoli transapadani accettando i felici auguri così che fuggirebbe dall'Italia la tirannide con tutto il satellizio suo».
Nel frattempo si era radunata all'esterno del Palazzo Municipale una massa popolare che chiedeva la pubblicità dei lavori congressuali, cosa che fu concessa il 28 dicembre nel primo pomeriggio, quando la sala venne aperta suscitando «grande gioia in tutti i cuori».

#### Prima difficoltà: dissidi con Bologna

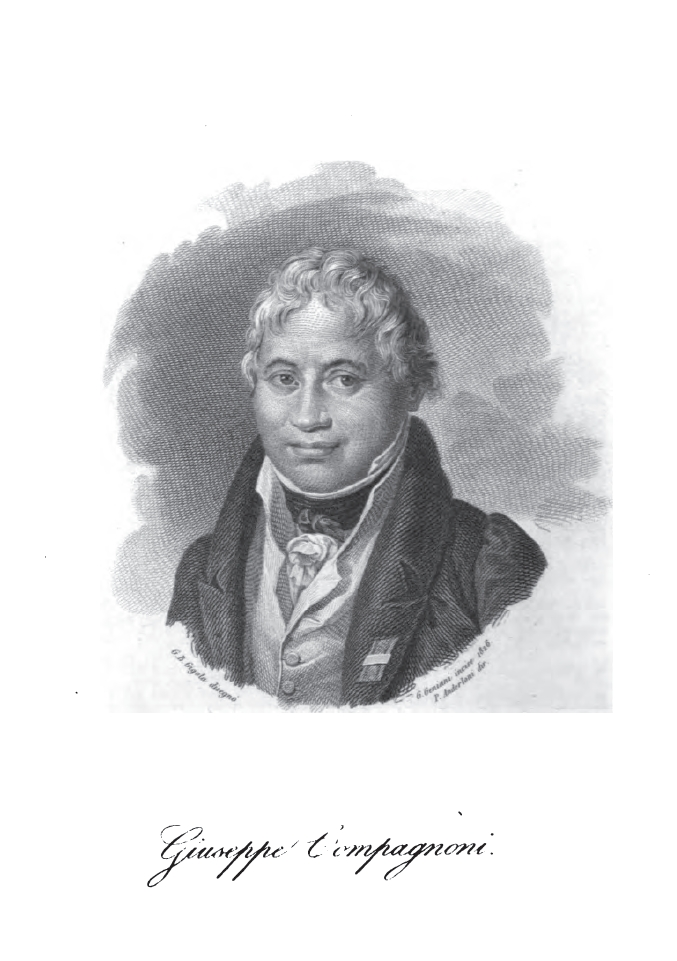
Giuseppe Compagnoni, noto soprattutto per aver proposto l'adozione della bandiera tricolore

L'ondata iniziale di entusiasmo tuttavia si scontrò sin dalla prima giornata con un ostacolo: i deputati bolognesi insistevano per voler applicare la costituzione della Repubblica Bolognese, votata in San Petronio il 4 dicembre, che implicava di fatto il mantenimento di un assetto federativo per il nuovo Stato.
Immediate furono le proteste da parte degli altri congressisti che, scorgendovi la conferma delle loro diffidenze verso le volontà egemoniche della città felsinea, li accusarono di «non mostrare alcun sincero senso per le idee nuove»; minacciarono quindi di ritirarsi dal Congresso e si rivolsero a Marmont affinché chiedesse l'intervento diretto di Bonaparte.
La posizione dei Bolognesi infatti era coerente con il vincolo di mandato ricevuto, e la soluzione, dopo non poche discussioni, fu trovata in un cavillo che prevedeva una deroga al mandato stesso «nel caso di urgenze». La proposta, fatta dal deputato bolognese Anselmo Spezziani, fu di considerare la stessa prosecuzione del congresso come un caso d'urgenza.
Questa mediazione però non impedì che i deputati felsinei votassero contro il proclama che stabiliva il blocco della Carta bolognese ed ordinava la sospensione dei comizi elettorali già previsti per il 10 gennaio; la decisione passò infatti con una maggioranza di 68 voti contro 34, tutti dei rappresentanti bolognesi. La votazione fu accolta con «slanci di esaltazione e di giubilo per la concordia», e per non esacerbare gli animi si incaricò Giuseppe Compagnoni di redigere un appello conciliante verso la città di Bologna nel quale si riconosceva che «voi siete una delle più belle porzioni di questo popolo e la Costituzione che da questo Congresso sarà posta in approvazione dovrà essere pure la vostra [in] quello spirito patriottico per cui voi, primi tra tutti, vi siete costituiti in popolo libero».
Tuttavia le diversità di vedute sul ruolo della neo-proclamata Repubblica proseguirono anche nei giorni successivi, opponendo quanti chiedevano che essa fosse competente su tutti gli aspetti di governo (la soluzione definita "assoluta") a coloro che, al contrario, volevano la permanenza dei governi locali (la soluzione cosiddetta "condizionata"). Le divergenze tra i fautori del mantenimento o meno dei governi locali era legata anche all'attribuzione dei poteri sul beni ecclesiastici, oggetto di requisizioni e confische: la decisione su quali istituzioni dovessero disporre di tale ingente patrimonio metteva in gioco rilevanti interessi economici.

#### Proclamata la repubblica "una e indivisibile"
Superate le prime difficoltà, il Congresso nella seduta del 30 dicembre giunse alla tanto attesa proclamazione di una «repubblica una ed indivisibile, in modo che le popolazioni formino un solo popolo, una sola famiglia, per tutti gli effetti tanto passati, quanto futuri [e che] la dolcezza di una fraterna unione succeda adunque alle antiche rivalità fomentate dall'inumana politica del dispotismo». Anche il debito dei quattro Stati venne dichiarato comune. Queste decisioni furono votate nel tardo pomeriggio per territori, e successivamente vennero approvate all'unanimità ottenendo l'aperto applauso di Marmont; il congresso deliberò di informarne immediatamente Bonaparte: «accettate, o generale invitto, questa nuova repubblica; Voi ne siete il padre, Voi il protettore», il quale due giorni dopo rispose con la seguente lettera (che il Congresso deliberò immediatamente di stampare e distribuire ovunque):
(Corréspondances de Napoléon Ier, Paris, Pion-Doumaine, 1859, 2° vol, fiche 1349)
Nonostante questo risultato si manifestò ancora incertezza sul ruolo del Congresso, tanto che riemerse ancora la posizione, del bolognese Ignazio Magnani, che sottilizzando sulla differenza tra Repubblica "formata" ed "attivata", propose di sciogliere l'assemblea, facendo salva la Costituzione bolognese. Ad essa si contrappose la proposta di Bertolani di dichiarare invece il Congresso stesso quale organo permanente della Repubblica, mozione che fu approvata seppure con i 30 voti contrari dei bolognesi, il che indusse un deputato reggiano, Notari, ad accusarli di «voler giudaicamente preservare le idee dell'aristocrazia», causando nella sala confusione ed alterchi.

#### Nasce la bandiera tricolore

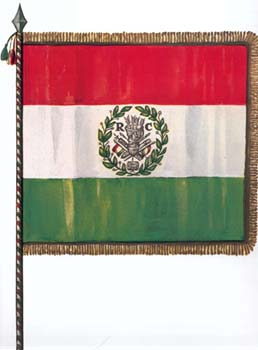
Il tricolore della Repubblica Cispadana votato dal 2º Congresso Cispadano di Reggio Emilia nella sessione del 7 gennaio 1797

Dopo la proclamazione della Repubblica, che venne descritta, data la tarda ora in cui fu votata, come «lo splendore di una notte che offuscherà il giorno più sereno», nei giorni seguenti il Congresso di Reggio proseguì faticosamente e confusamente, segnato ancora da molti contrasti. Al conflitto tra la visione unitaria e quella localistica-federale, che già aveva caratterizzato lo scontro iniziale con i Bolognesi, e che aveva portato alla decisione di far decadere le autorità locali, prevalsa con solo 51 voti contro 49 si aggiunse e si intrecciò il contrasto tra la tendenza democratica e la prevalente estrazione moderata dei deputati, sia sui principi sociali ed economici che su quelli relativi alla libertà di culto.
Per diversi giorni quindi i lavori andarono avanti in modo «strano e malsicuro [con] un evidente contrasto tra l'affermazione dell'unità assoluta e le esitazioni e darvi concreta attuazione», ondeggiando tra discussioni astratte e questioni concrete, quali furono le mozioni del deputato modenese Isacchi, approvate all'unanimità, affinché la neonata repubblica realizzasse un censimento della sua popolazione ed avviasse gli studi per creare una prima carta topografica completa del territorio cispadano. Si arrivò anche ad occuparsi di vere e proprie minuzie, quali le modalità di fornitura di 4000 paia di scarpe da consegnare alle truppe francesi in transito verso Livorno, oppure la determinazione dell'assegno da corrispondere al rappresentante cispadano da inviare a Parigi.
In questo contesto di incertezza ed improvvisazione, il Congresso trovò comunque altri due momenti altamente unitari: il primo avvenne il 7 gennaio 1797 e fu l'unanime approvazione, su mozione del deputato e sacerdote lughese Giuseppe Compagnoni, del vessillo tricolore che egli propose di rendere «universale», rispetto a quelle delle coorti cispadane dei vari territori, formato dai colori verde, bianco e rosso disposti orizzontalmente e con al centro le 4 frecce rappresentanti i territori della repubblica.
Il secondo fu l'arrivo a Reggio, l'8 gennaio, dei deputati provenienti dalla Garfagnana, che a seguito della sommossa non avevano potuto essere eletti, per cui furono nominati dal generale Rusca nelle persone di Giuseppe Cozza e Paolo Venturelli in quanto «assolutamente devoti al governo di Modena ed alla Repubblica Francese». Accolti «tra i giubbili e gli applausi, [essi] vengono a riunirsi sotto le insegne della libertà e raccontano come Rusca abbia ristabilito l'ordine».

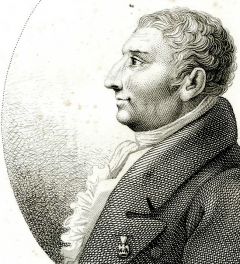
Il bolognese Ignazio Magnani fu uno dei cinque membri del governo provvisorio

#### Istituzione del governo provvisorio
A causa dei tentennamenti che caratterizzarono il Congresso di Reggio, cui pure si doveva la proclamazione della Repubblica e dei suoi simboli, esso non riuscì affrontare la questione più importante, quella costituzionale. Solo dopo diversi giorni fu votata, su proposta del reggiano Pistorini, la proposta di formare una commissione che redigesse un Piano di Costituzione - composta da 8 membri, 2 per territorio - salvo poi, qualche giorno dopo, incaricare invece di tale adempimento il Comitato di governo provvisorio nel frattempo nominato e concedendogli ben 2 mesi di tempo.
Considerata la lentezza e le difficoltà nel definire un testo costituzionale, il Congresso scelse allora la strada di un governo provvisorio unitario, ed a tal scopo il 5 gennaio venne varato a voti quasi unanimi un decreto di 33 articoli che ne stabiliva il funzionamento; in questa soluzione provvisoria la Giunta di Difesa Generale diventava - ancora su proposta di Compagnoni - una sorta di Ministero della guerra della Repubblica, e in attesa della Costituzione restavano in funzione i governi locali. Due giorni dopo, il 7 gennaio, si procedette alla nomina dei membri del Governo provvisorio, cui venne affiancata una commissione finanziaria.
Il Comitato di Governo Provvisorio era composto da cinque membri, uno per ciascun territorio più uno alternativamente per Bologna o Ferrara. Il sorteggio designò Ferrara ad aver per prima due membri. Vi furono eletti: Ignazio Magnani (Bologna); Giulio Cesare Ferrarini e Egidio Della Fabra (Ferrara), Giovanni Bertolani (Modena) ed Antonio Re (Reggio Emilia). Nello stesso giorno fu nominato il Comitato di Costituzione, di cui fecero parte tra gli altri Antonio Aldini ed Umberto Paradisi, che vennero delegati ad incontrare Bonaparte. Inoltre si proclamò l'inizio, a decorrere dal 1º gennaio, di una era cispadana, stabilendo che il 1797 ne sarebbe stato l'anno primo.
Nel frattempo il Congresso aveva deliberato l'invio di due suoi componenti, Lamberti e Natali, a Massa per sostenere l'unione alla Cispadana, poi avvenuta, di quella città e della più riottosa Carrara.

#### Bonaparte sospende il Congresso
Nello stesso 7 gennaio in cui l'assemblea votava la bandiera tricolore ed il Governo provvisorio, Bonaparte arrivava a Reggio e convocava al suo cospetto alcuni rappresentanti del Congresso. L'incontro si svolse il giorno successivo ed ebbe sulle decisioni assunte nella seconda parte del Congresso un esito distruttivo, come riferì Aldini all'assemblea: 
(Fiorini, sessione XVIª, 9 gennaio 1797)
Del resto lo stesso Napoleone aveva scritto a Marmont già il 1º gennaio:
(Corréspondances de Napoléon Ier, Paris, Pion-Doumaine, 1859, 2° vol, fiche 1361)
Il "consiglio" di Bonaparte annullava molta parte del faticoso lavoro intrapreso dal Congresso nel corso di ben sedici sedute, salvando solo la proclamazione della Repubblica e del suo stendardo, cancellando l'istituzione del Governo provvisorio e le relative nomine, e restringeva a soli dieci giorni il tempo per predisporre il testo costituzionale. Inoltre negli stessi dieci giorni intimava al Congresso di riconvocarsi a Modena per esaminarne il testo, e nel frattempo sarebbero rimasti in carica solamente i governi locali e la Giunta di Difesa Generale. In pochi minuti e senza discussioni i congressisti accettarono le indicazioni di Bonaparte.

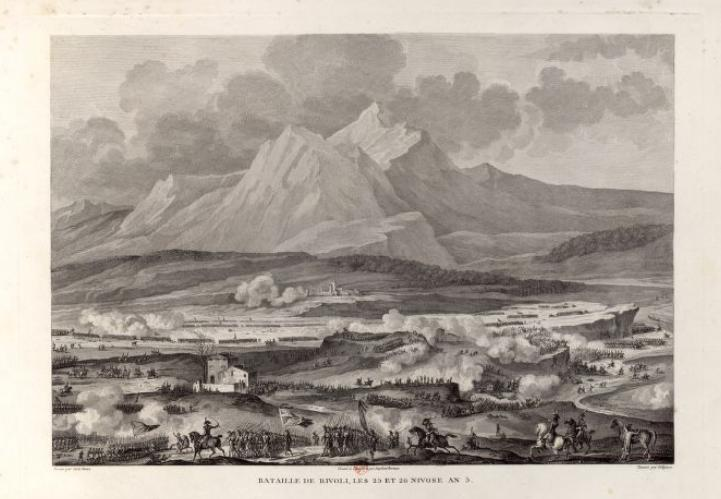
Acquaforte della battaglia di Rivoli

Nell'imminenza dell'offensiva austriaca che si concluderà con la Battaglia di Rivoli, la conservazione della Giunta di Difesa Generale quale unico organismo cispadano effettivamente operante rappresentava per Napoleone la garanzia militare sufficiente, l'aspetto che gli interessava maggiormente al momento ed andava incontro ai ripetuti inviti alla prudenza che gli arrivavano dal Direttorio.
Quanto alla Costituzione, restava in attività la Commissione nominata per prepararne il testo: di essa facevano parte l'avvocato Antonio Aldini ed il marchese Federico Angelelli per Bologna; il letterato Giovanni Paradisi ed il magistrato Pellegrino Nobili, per Reggio Emilia; l'avvocato Benedetto Medici ed il canonico Carmine Contri per Modena; il notaio Onorio Pasetti ed il giurista Carlo Facci per Ferrara. 
Tuttavia Bonaparte non si dimostrò molto convinto della loro preparazione, al punto che chiese, senza poi ottenerlo, che da Parigi venissero inviati tre giuristi francesi, tra i quali l'abate Sieyès.

### Il Terzo Congresso Cispadano
In seguito all'intervento di Bonaparte che aveva bruscamente sospeso il Congresso di Reggio, gli stessi deputati si ritrovarono a Modena il 21 gennaio. Nel frattempo i francesi avevano vinto a Rivoli, e da lì a poco si sarebbe arrivati alla resa di Mantova, contemporaneamente all'attacco di Napoleone allo Stato Pontificio. Questi avvenimenti rafforzarono il dominio francese nel nord Italia, al riparo del quale il Congresso cispadano poté dedicarsi ad elaborare la Costituzione.
Intanto la Repubblica si stava ingrandendo: il 30 gennaio erano arrivati, tra gli applausi, i deputati di Massa e Carrara, e il 1º febbraio Imola fu unita alla Cispadana. Ma ciò non impedì che il Congresso fosse pervaso su molti temi da scontri tra le diverse tendenze, impegnandosi in una discussione così lunga da suscitare la crescente impazienza di Bonaparte.

#### Scontro sulla religione e sul clero
Il principale argomento di contrasto per tutta la durata del terzo Congresso riguardò il ruolo costituzionale da assegnare alla religione, per il quale si fronteggiarono i fautori della definizione del cattolicesimo quale "culto dominante" e coloro che invece sostenevano che la Carta non doveva menzionare tale aspetto. Questo dibattito mise in evidenza anche il più generale conflitto tra le tendenze socialmente moderate e quelle più radicali, come emerse dalle opposte tesi dei deputati Niccolò Fava, di Bologna, ed ancora Giuseppe Compagnoni, di Ferrara:
(Niccolò Fava Ghisileri, dall'opuscolo L'intervento del deputato Niccolò Fava Ghisileri al Congresso di Modena, 25 gennaio 1797, stampato in Modena)
(Giuseppe Compagnoni, dall'opuscolo Intervento del deputato Giuseppe Compagnoni al Congresso di Modena, 4 febbraio 1797, stampato in Modena)

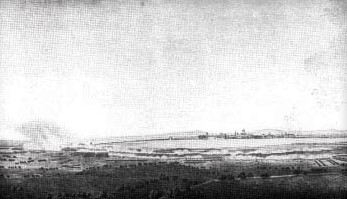
L'assedio di Mantova da parte delle truppe francesi 1796-97. Disegno di Giuseppe Bagetti (1764-1831)

Sulla questione religiosa avvenne l'unico tumulto popolare che contraddistinse lo svolgimento dei tre Congressi: nonostante le sessioni si tenessero in seduta segreta, il deputato Giuseppe Cassiani rivelò all'esterno che si intendeva escludere dalla Costituzione la menzione della religione cattolica. Il 27 gennaio vennero affissi in città manifesti con l'avviso «chi è vero cristiano si ritrovi alle 4 di oggi nel piazzale ex Ducale», che portarono una folla di oltre 600 persone a tentare di irrompere nella sala congressuale: fu soltanto grazie all'intervento di un drappello di 60 cavalleggeri francesi che i manifestanti furono dispersi, con l'arresto del loro capo Luigi Cerretti e l'esilio di altri dieci che restarono confinati sino al 13 maggio a Castelfranco. Il giorno successivo il Congresso, per allentare la tensione, informò con un proclama tranquillizzante che «niuno nel Congresso ha attentato né motivato di attentare all'integrità della Religione Cattolico Apostolico Romana».
Alla fine i sostenitori della menzione al cattolicesimo in Costituzione si imposero largamente con 70 voti a 31, mentre l'unico successo dei fautori della libertà di culto fu la votazione (76 a favore e 23 contrari) che escluse i religiosi da ogni elettorato passivo, anche per le amministrazioni locali, laddove emerse l'ostilità dei bolognesi verso il trascorso dominio papale. In merito alla libertà di culto, in Costituzione rimase solo un generico diritto a «non essere inquietati per opinione religiosa».

#### Diffidenze nella suddivisione territoriale
Non poche sedute del Congresso furono impegnate a determinare l'assetto territoriale della nascente Repubblica in quanto riemersero in questo caso tutte le antiche gelosie e diffidenze tra i territori, unite alle aspirazioni di potersi estendere "tra i due mari" acquisendo Ancona ed il Polesine. Tra il 14 ed il 25 febbraio la discussione fu più volte rinviata e ripresa dedicandovi ben sei sedute senza che si riuscisse a raggiungere una definizione territoriale compiuta, per la preoccupazione di molti congressisti di scongiurare un peso eccessivo di Bologna, che contava 197.000 abitanti rispetto ai circa 950.000 dell'intera Repubblica.
Le stesse diffidenze emersero anche quando si trattò di individuare la capitale della Cispadana, con modenesi e reggiani uniti nel contestare tale ruolo a Bologna. L'articolazione precisa della Repubblica Cispadana poté essere definita solo nella sessione del 25 febbraio 1797 adottando il sistema francese dei Dipartimenti, a loro volta suddivisi in Cantoni. Alle nuove entità amministrative furono attribuiti nomi di fiumi, monti ed altri elementi naturali, secondo un modello desunto dalla Costituzione francese del 1791. Tuttavia questa suddivisione territoriale fu di breve durata in quanto destinata ad essere rivista da lì a poco dalla Repubblica Cisalpina.

#### Ultimatum di Bonaparte

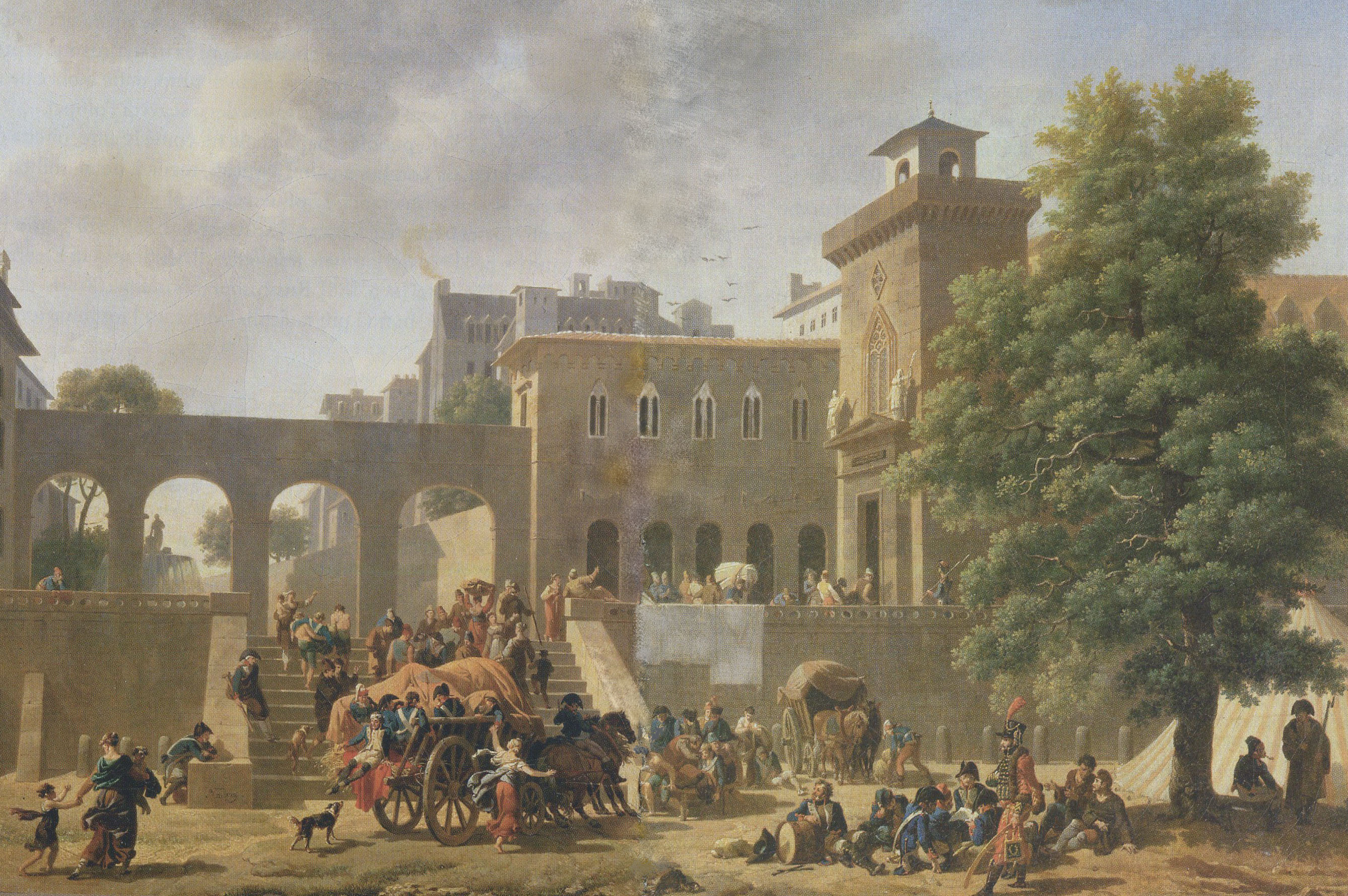
dipinto di Nicolas-Antoine Taunay, I Francesi in Italia olio su tela, 1804

Nel corso delle 38 sedute del Congresso di Modena non mancarono numerosi altri elementi di scontro tra le tendenze moderate prevalenti e la minoritaria visione più progressista; una in particolare si consumò nel corso della 21ª sessione, il 12 febbraio 1797, quando si trattò della pubblica istruzione. La proposta del deputato Contri, la quale prevedeva che la Repubblica era tenuta «a prender cura dell'istruzione dei cittadini» rimuovendo la cause socioeconomiche che potevano impedire l'esercizio del diritto allo studio, ottenne solo 10 voti a favore contro 78, benché venissero comunque previste in ogni circondario scuole primarie laiche per fanciulli e fanciulle, con maestri pagati dallo Stato.
In altre sessioni si discusse a lungo della libertà di petizione e del potere di intervento popolare rispetto alle istituzioni, ove prevalse una tesi limitativa vista «l'infanzia politica in cui trovasi il volgo»; della limitazione del principio di eguaglianza a fronte della proprietà privata; della composizione del corpo legislativo e dell'elezione dei giurati sul modello anglosassone (che fu approvata all'unanimità); della fiscalità progressiva o meno, delle libertà dei mestieri contro le corporazioni e della tutela del diritto d'autore.
Il protrarsi di queste discussioni causò la crescente irritazione di Bonaparte che dopo aver concesso, senza esito, altri 10 giorni per chiudere i lavori con scadenza al 12 febbraio, si rivolse alla Giunta di Difesa Generale perché facesse nominare 4 deputati da inviare a Bologna per ragguagliarlo immediatamente sullo stato dei lavori: l'incontro si tenne all'una di notte del 24, ed in quell'occasione il Generale apportò alcune modifiche al testo che furono accolte senza discussioni dal Congresso, tra cui la definizione della sezione in luogo della parrocchie quale unità elettorale di base e la riduzione del Direttorio da 5 a 3 membri.

#### Luci ed ombre della Costituzione
Alla fine, dopo un'ulteriore minaccia di Bonaparte di imporre un governo militare qualora la Carta non fosse stata approvata, il 1º marzo la Costituzione, composta di 404 articoli suddivisi il 16 Titoli più 12 disposizioni provvisorie, era pronta per essere votata dal Congresso, suggellata dal suo articolo finale:
Napoleone, dopo i precedenti interventi sul testo, anche al momento di apporre la sua firma di ratifica manifestò incertezze a proposito dell'articolo sulla religione, poi diede il via libera con un assenso poco convinto che, secondo qualche storico, già prefigurava la sua scarsa stima per la neonata Repubblica, come misero in luce le decisioni assunte in seguito. Il Congresso, dopo oltre due mesi di esistenza tra Reggio Emilia e Modena, si sciolse alle 19:15 dello stesso 1º marzo.
Nonostante i tre Congressi avessero comportato una rottura epocale rispetto a regimi secolari trattandosi della «prima ed unica Costituente delle repubbliche italiane create dalla Francia rivoluzionaria, di importanza storica per l'Italia», il testo costituzionale che faticosamente ne scaturì raccolse a suo tempo non poche critiche sia all'interno che fuori dalla Cispadana. Si accusarono i costituenti di eccessivo moderatismo e di non aver saputo interpretare correttamente i principi rivoluzionari, per cui «ogni buon italiano non può vedere senza indignazione l'attitudine nulla e quasi liberticida del Congresso: gli italiani rigenerati hanno bisogno di poche leggi semplici ed egualmente favorevoli a tutti e d'una base democratica, cioè eguaglianza perfetta dei diritti». A Milano si scrisse che «non può sentirsi all'orecchio, a meno di scandalizzare ogni amico della buona filosofia, di una religione "dominante", parola troppo lesiva dei diritti degli uomini per non meritare la più severa censura e la più sollecita emenda».

### La breve vita della Repubblica

#### Voti contrari ed astensionismo

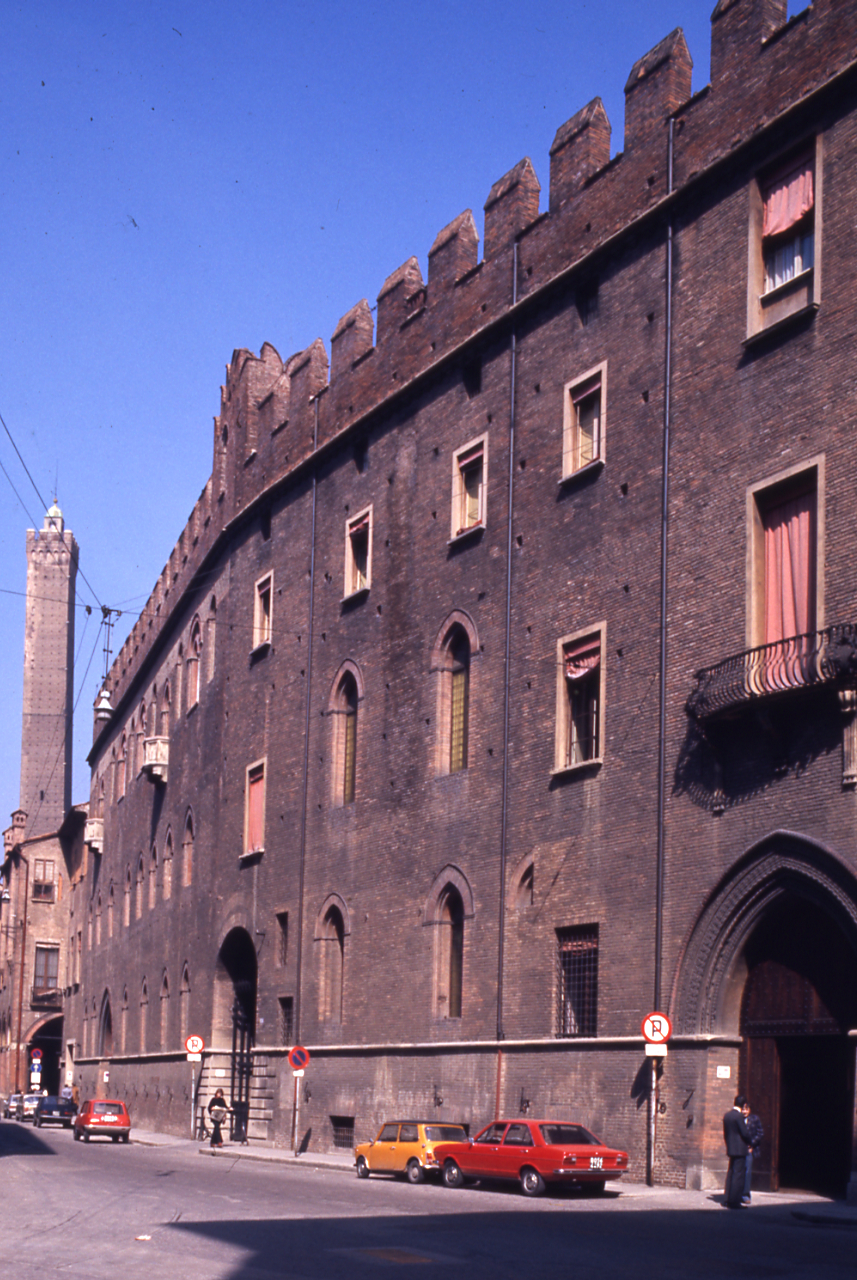
Palazzo Pepoli a Bologna, sede del Consiglio dei Sessanta dal 26 aprile al 19 maggio 1797

Il diffuso dissenso, frutto di opposte tendenze, che aveva segnato la nascita della Costituzione Cispadana emerse con chiarezza quando il 19 marzo 1797 si svolsero i comizi indetti per approvarla, dopo che si era costituito un Comitato di verificazione dei risultati. Le votazioni si svolsero tra non pochi problemi: in alcuni centri si verificarono dei tumulti ed in qualche località prevalsero i voti contrari. In molti centri, tra cui Lugo, Cotignola, Fusignano e qualche frazione di Imola, si segnalarono comportamenti ostili, quasi di boicottaggio, da parte dei parroci cui spettava la tenuta dei registri elettorali. Nel Dipartimento del Po (il Ferrarese) su 185 parrocchie si votò solo in 73 e dei 231.000 elettori solo 99.000, meno della metà, si recarono alle urne; nel reggiano vi furono molte contestazioni dato che la carta non prevedeva nulla in merito ai fitti agricoli.
Per contro altrove, in particolare a Modena, prevalevano opposizioni contrarie di impronta giacobina, che si riconoscevano nell'azione della Società di Pubblica Istruzione animata da Giovanni Fantoni, nella quale si arrivò a costituire formazioni militari composte da fanciulli di età inferiore a 12 anni. Tutto questo fece temere il peggio ai fautori della Costituzione ed indusse alcuni di loro, tra i quali il Compagnoni, ad ipotizzare anche alcuni accorgimenti tecnici, al limite del broglio, per raggiungere comunque il risultato.
Ci vollero ancora otto difficili giorni perché il 27 marzo venisse proclamato un risultato che assegnava alla Costituzione 76.382 voti favorevoli a fronte di 14.259 voti contrari: non proprio un plebiscito, tenuto conto della notevole astensione e del regime di occupazione militare dei territori; ma sul momento prevalse la soddisfazione che indusse il Comitato di verificazione ad emanare, con un ottimismo destinato a durare poco, un proclama con cui annunciava «Siamo a quest'ora un popolo costituito, abbiamo un patto sociale solennemente sanzionato, avremo tra poco un governo stabile, una rappresentanza legale, un corpo di magistrati e di funzionari pubblici eletti».

#### Elezioni del Parlamento e del Direttorio Cispadano
| Tabella 3 - Composizione del Parlamento Cispadano per dipartimento | Tabella 3 - Composizione del Parlamento Cispadano per dipartimento | Tabella 3 - Composizione del Parlamento Cispadano per dipartimento |
| Dipartimento                                                       | Consiglio dei Trenta                                               | Consiglio dei Sessanta                                             |
| ------------------------------------------------------------------ | ------------------------------------------------------------------ | ------------------------------------------------------------------ |
| dei Friniati                                                       | 2                                                                  | 3                                                                  |
| delle Terme                                                        | 1                                                                  | 2                                                                  |
| del Crostolo                                                       | 5                                                                  | 10                                                                 |
| del Panaro                                                         | 5                                                                  | 10                                                                 |
| dell'Alta Padusa                                                   | 2                                                                  | 4                                                                  |
| del Reno                                                           | 6                                                                  | 12                                                                 |
| del Po                                                             | 6                                                                  | 12                                                                 |
| del Santerno                                                       | 3                                                                  | 6                                                                  |
| del Serchio                                                        | /                                                                  | 1                                                                  |

Il passo successivo sul cammino della Repubblica furono le elezioni indette dall'1 al 3 aprile per il Corpo Legislativo organizzato in un sistema bicamerale composto da una camera bassa, il Consiglio dei Sessanta, ed una Camera alta, il Consiglio dei Trenta.
Se l'approvazione della Costituzione aveva dimostrato l'esistenza di un blocco "moderato" scontento della nuova realtà, il risultato elettorale fu, da questo punto di vista, ancora più evidente poiché gli eletti risultarono in netta prevalenza provenire dall'ambiente aristocratico, al cui successo aveva contribuito l'azione di molti ecclesiastici. Erano infatti numerosi coloro che avevano abbracciato il nuovo corso solo per poterlo indirizzare, ma vi furono anche casi di aperta ostilità come accadde a Lugo dove fu eletto Matteo Manzoni, uno dei capi della rivolta del luglio 1796, oppure come quello del cardinal Mattei di Ferrara che definì "eretica" la Repubblica in quanto vi era consentita la libertà di pensiero. Analoga tendenza prevalse per le altre numerosissime cariche in palio in quella tornata elettorale, dai Giurati della Corte di Giustizia all'Accusatore Pubblico, dai Giudici Civili al Cancelliere Criminale, ai membri del Tribunale di Cassazione.
Non poteva quindi stupire se a partire da una tale composizione, alla prima convocazione dei due rami del Parlamento, indetta per il 26 aprile 1797 a Bologna, l'elezione del Direttorio vide la nomina di tre esponenti conservatori: il modenese Ludovico Ricci ed i bolognesi Ignazio Magnani e Giovanni Battista Guastavillani, accentuando in tal modo anche lo squilibrio verso la capitale.

#### L'azione di governo

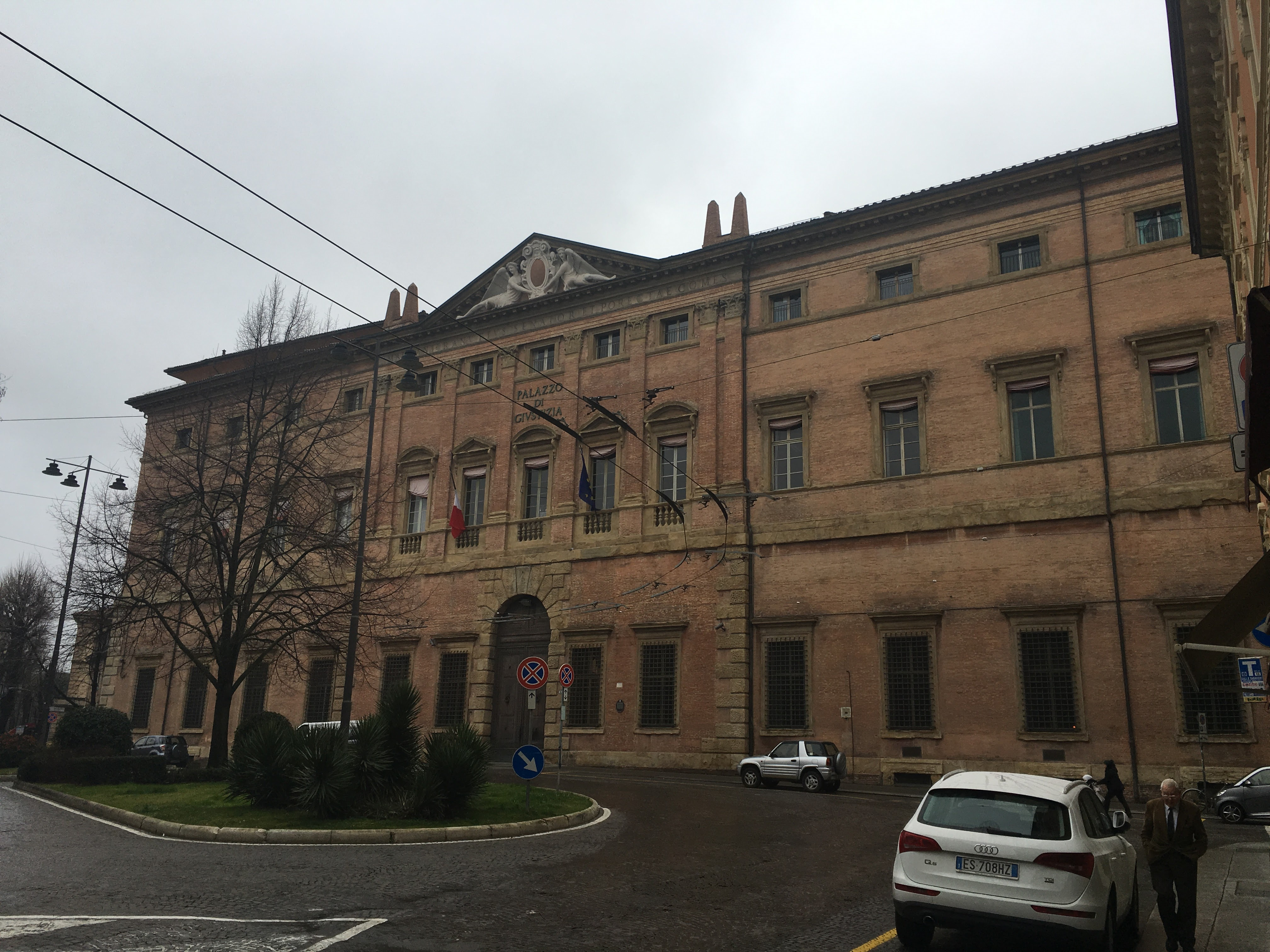
Palazzo Ranuzzi a Bologna, sede del Consiglio dei Trenta

Benché l'esistenza di una Repubblica Cispadana fosse stata in qualche modo sancita nel Trattato di Tolentino, il contesto internazionale restava fortemente incerto anche dopo la stipula dell'Armistizio di Leoben, sottoscritto solo una settimana prima della nomina del Direttorio. Oltre a ciò, esso si trovò subito di fronte a problemi interni di notevole gravità, sia di ordine pubblico che finanziari, avendo la Repubblica le casse vuote.
Per far fronte alle difficoltà economiche, dapprima si rinviò il pagamento degli interessi del debito in corso ed in seguito si pensò all'istituzione di una tassa che però provocò un aperto conflitto tra il Consiglio dei Sessanta, che in una riunione del 9 maggio votò per un'imposta di tipo progressivo, ed il Consiglio dei Trenta che, favorevole invece ad un'aliquota proporzionale, il 27 bocciò unanimemente il testo già approvato dalla Camera bassa. Il mancato accordo tra le due assemblee bloccò l'imposizione della tassa e rese necessario un prestito forzoso fruttifero del 5% annuo. Altri temi discussi dagli organi cispadani furono le modalità di vendita dei beni ecclesiastici, l'esigenza di far decadere i governi provvisori (a quel momento ancora in carica) ed una serie di grandi e piccole misure organizzative che avrebbero dovuto avviare l'attività amministrativa e giudiziaria.

#### Il primo smembramento
I dibattiti parlamentari però non tenevano conto degli orientamenti di Bonaparte che già il 7 maggio, rivolgendosi alla municipalità milanese, delineava un nuovo assetto del Nord Italia comprendente la Cispadana, parte della Lombardia e del Veneto, in un quadro d'insieme in cui si inserì anche la nascita a giugno della Repubblica Ligure. Qualche giorno dopo, irritato e scontento per il risultato di elezioni che avevano visto la netta prevalenza agli elementi conservatori e clericali per cui «il potere era in parte scaduto nelle mani di nobili e preti [ed] i popoli accusavano le autorità di non essere affezionati alla democrazia», desiderando dare sistemazione alla Romagna ottenuta con Tolentino, ed incurante delle obiezioni e delle resistenze dei due delegati, Niccolò Fava Ghisileri ed Antonio Gavazzi, inviati presso di lui dal Direttorio per invocare il rispetto della Costituzione Cispadana, dispose:
(Corréspondances de Napoléon Ier, Paris, Pion-Doumaine, 1859, 2° vol, fiche 1812)
A questa brusca imposizione seguivano alcuni ordini attuativi necessari per rendere rapidamente possibili i nuovi assetti delle due Repubbliche; in questo modo cessavano sia il Parlamento Cispadano, eletto da poco più di un mese, che l'ancora più recente Direttorio che fu trasformato in Comitato Centrale.

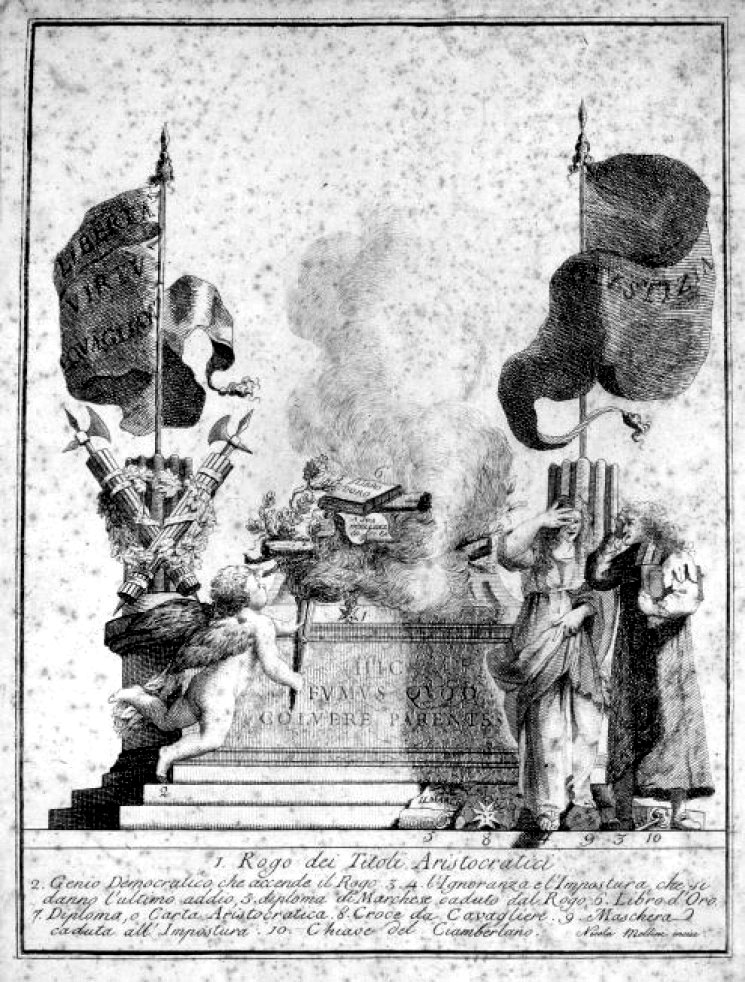
Giugno 1797: a Bologna si bruciano pubblicamente i titoli nobiliari

#### Ancora disordini: Bologna e Reggio
Tra lo scorporo disposto da Bonaparte il 19 maggio e la cessazione della Cispadana trascorsero ancora poco più di due mesi molto agitati, durante i quali i dirigenti bolognesi - sui quali pesava anche il timore di perdere il ruolo di capitale - e quelli ferraresi tentarono di contrastare l'unione con la Repubblica Cisalpina: restava per loro inaccettabile confluire in uno Stato la cui Costituzione trattava in maniera del tutto diversa il ruolo della religione cattolica, così tenacemente difeso dai costituenti cispadani sia durante il terzo Congresso di Modena, sia nel corso delle elezioni; in tal modo «le autorità della Cispadana si rifiutarono ostinatamente di operare una riunificazione che contrastava con i loro pregiudizi». Nel frattempo permaneva una grave condizione finanziaria, per cui si dovette decidere il 20 giugno un secondo prestito forzoso che incontrò sia l'ostilità dei contribuenti, provocando una diffusa evasione, sia resistenze da parte delle autorità dipartimentali.
Anche la situazione sociale restava confusa e scossa da violenti ed opposti disordini. A Bologna un primo sommovimento si ebbe il 5 giugno, quando un'ondata anti-aristocratica rimosse gli stemmi nobiliari dai palazzi; ma l'11 giugno, proprio durante una visita di Bonaparte, scoppiò una sommossa guidata dal giacobino Giuseppe Gioannetti causata da un bando che deprezzava la moneta, alla quale si unì anche la Guardia Civica e che tenne per qualche giorno in scacco la città, raccogliendo consensi anche altrove.
Pochi giorni dopo si verificò nei dintorni di Reggio, non ancora formalmente "trasferita" alla Cisalpina (proclamata solamente il 29 giugno), un'insurrezione di contadini originatasi in Cavriago, che portò diverse centinaia di essi a marciare sulla città chiedendo in nome della libertà di cui tanto si parlava, l'abolizione dei livelli, «terribile schiavitù di affittuari egoisti che da tanti anni ci opprimono»; la sommossa fu facilmente domata senza vittime da alcuni reparti francesi composti da soldati polacchi che arrestarono diciotto capi, poi processati, ma impaurì non poco i dirigenti di Reggio - la cui Guardia Civica s'era rifiutata di rivolgersi contro i contadini - che definirono i rivoltosi «comunisti contro-rivoluzionari», descrivendo la rivolta come un tentativo di  «scannare, sotto le lagnanze degli affitti e dei livelli, la nuova municipalità di Reggio».

### La fine della Repubblica Cispadana

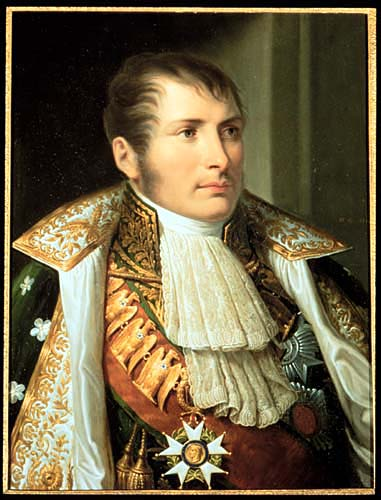
Eugenio di Beauharnais, al tempo aiutante di campo di Napoleone

L'annessione alla Cisalpina era ormai imminente (la nuova Repubblica fu solennemente inaugurata il 9 luglio) quando i dirigenti in carica a Bologna tentarono un'estrema resistenza, proponendo che fosse almeno sospesa per il territorio cispadano l'efficacia dell'articolo della Costituzione Cisalpina sulla religione. Questa richiesta fu però scavalcata da una petizione, che raccolse decine di migliaia di firme, con cui si chiedeva l'unione delle due repubbliche; essa peraltro andava incontro ad una indicazione del Direttorio che da Parigi aveva scritto in tal senso al Generale per impaurire l'Austria.
Anche Bonaparte, in una fase in cui le trattative di pace andavano a rilento «prese partito di creare la Repubblica Cisalpina fondendo Cispadana e Transpadana, così riunendo sotto lo stesso governo 3 o 4 milioni di abitanti, garantendo una forza capace di influire sugli eventi a venire». L'unione infine era caldeggiata, oltre che dalla Amministrazione Centrale del Ferrarese, anche dai dirigenti della Legione Cispadana, che lamentavano le precarie condizioni in cui veniva lasciata la truppa ed assicuravano il Generale sugli «auspici universali di quei liberi territori per una vasta unione».
Di fronte alle petizioni ed agli ordini del Direttorio, Napoleone non ritenne necessaria una seconda imposizione:
(Corréspondances de Napoléon Ier, Paris, Pion-Doumaine, 1859, 2° vol, fiche 2025)
Fu solo a seguito del proclama pubblicato il 26 luglio, a firma di Gian Galeazzo Serbelloni, con cui il Direttorio Cisalpino dichiarava di accettare l'offerta di unione «in una sola e medesima famiglia per il vantaggio comune ed il bene della libertà», che il Generale si mosse, inviando a Bologna il fido aiutante di campo Eugenio di Beauharnais con i dispacci che disponevano di cessare ogni attività di governo: quando essi vennero consegnati ai dirigenti bolognesi ancora in carica erano le 22:30 del 29 luglio 1797 e in quel momento la Repubblica Cispadana cessò di esistere. I giacobini reagirono con manifestazioni di giubilo poiché da sempre ostili alle resistenze frapposte dai governanti cispadani, e già da qualche giorno avevano annunciato:

## Ordinamento istituzionale
| Tabella 4 - Suddivisione territoriale Repubblica Cispadana | Tabella 4 - Suddivisione territoriale Repubblica Cispadana | Tabella 4 - Suddivisione territoriale Repubblica Cispadana |
| Dipartimento                                               | Capoluogo                                                  | popolazione                                                |
| ---------------------------------------------------------- | ---------------------------------------------------------- | ---------------------------------------------------------- |
| I - Luni                                                   | Massa                                                      | 21.500                                                     |
| II - Serchio                                               | Castelnuovo                                                | 24.000                                                     |
| III - Frinale                                              | Pavullo nel Frignano                                       | 49.000                                                     |
| IV - Terme                                                 | Vergato                                                    | 35.000                                                     |
| V - Crostolo                                               | Reggio Emilia                                              | 142.000                                                    |
| VI - Panaro                                                | Modena                                                     | 161.000                                                    |
| VII - Padusa                                               | Cento                                                      | 64.000                                                     |
| VIII - Reno                                                | Bologna                                                    | 197.000                                                    |
| XI - Po                                                    | Ferrara                                                    | 171.000                                                    |
| X - Santerno                                               | Imola                                                      | 85.500                                                     |

### Corpo legislativo
Il potere legislativo era affidato al Corpo legislativo, diviso nelle due camere del Consiglio dei Sessanta (o Maggiore) e del Consiglio dei Trenta (o Minore), così denominate dal numero dei componenti.
Dopo un'iniziale proposta di ospitarlo nel Palazzo dell'Archiginnasio, date le difficoltà di spostare l'Università, si decise di sistemare la camera bassa nell'ex Collegio Montalto, e la camera alta nell'ex convento dei Celestini.
Tuttavia le sedi previste non saranno mai utilizzate, dato che il Consiglio dei Sessanta si riunì in Palazzo Pepoli, mentre il Consiglio dei Trenta trovò sede nel Palazzo Ranuzzi. A presiedere il primo fu eletto Alamanno Isolani, che nel 1799 col ritorno degli Austriaci a Bologna, farà parte della Reggenza asburgica; Presidente del secondo fu nominato Giovanni Paradisi.

### Direttorio
Il governo era affidato ad un direttorio di tre persone, la cui sede era nel Palazzo Nazionale già Palazzo Apostolico, residenza dei Cardinali Legati di Bologna.

## Esercito

Uniformi della coorte modenese inquadrata nell'ambito della Legione Cispadana

La Confederazione cispadana, sorta inizialmente come esperienza di carattere militare, già da prima dell'estate del 1796 si trovò di fronte alla necessità di collaborare con le forze armate francesi e proprio a questo scopo era stato concepito il primo Congresso di Modena.
Le decisioni assunte in quell'assise, per quanto importanti sul piano politico, ebbero un'immediata attuazione proprio sui temi relativi alle necessità belliche, in merito alle quali si proclamò che «per un popolo che sorge alla libertà l'oggetto più prezioso è quello di armarsi. Per noi si avvicina il momento in cui ciascun patriota dimanderà semplicemente di aver pane e ferro».

### Giunta di Difesa Generale
Il fulcro dell'attività militare cispadana fu la Giunta di Difesa Generale, organismo istituito dal congresso modenese il 17 ottobre, composto da cinque membri (uno per città più un quinto a sorte tra Bologna e Ferrara). Ad essa venne affidato il compito di coadiuvare lo sforzo militare francese inquadrando una Legione che inizialmente si pensò di definire "italiana", per la quale lo stesso Congresso votò uno stanziamento di 100.000 Franchi che quasi subito si rivelò del tutto insufficiente, provocando continue richieste di ulteriori somme a governi locali già pressati dalle requisizioni francesi. I primi componenti della Giunta nominati dal Congresso di Modena non ebbero però il gradimento di Bonaparte che il giorno successivo ne impose altri ritenuti «più autorevoli».

### Legione Cispadana

Cacciatori a cavallo della compagnia di Bologna e Ferrara inquadrata nella Legione Cispadana

La Legione, che assunse il nome di Cispadana, soffrì degli stessi disordini e della scarsa partecipazione che affliggevano l'ambito politico, e fu evidente quando a novembre si dovette constatare come l'arruolamento andasse molto a rilento, essendo arrivato a fine mese solo ad un 44% degli effettivi previsti. Anche un proclama emesso pochi giorni dopo, il 10 dicembre, dalla Giunta di Difesa Generale «Alla gioventù delle quattro provincie» diede scarsi risultati in termini di arruolamenti. Alla fine, dopo molte difficoltà, la Legione fu allestita, ma il suo apporto agli accadimenti militari di quel periodo fu sempre alquanto modesto, infine confluendo nell'esercito cisalpino allo sciogliersi nell'omonima Repubblica, costituendo la 4ª Legione Cisalpina.

## Giudizi storici
Nonostante la brevità della sua esistenza, la Repubblica Cispadana è stata oggetto di una copiosa saggistica storica che ne ha messo in evidenza sia gli aspetti positivi che le criticità.

### Prima esperienza costituente
Tra i meriti che vengono comunemente attribuiti alla vicenda della Cispadana, oltre a quello di aver originato la bandiera italiana, v'è il fatto di esser stata l'unica, tra le varie Repubbliche sorte in Italia a seguito delle vittorie francesi del 1796-7, che sia nata da una discussione svolta da rappresentanti la cui partecipazione ad una costituente derivasse da una procedura elettorale.
Fu quindi la prima volta per l'Italia dell'epoca contemporanea nella quale il testo di una Costituzione venne scritto da delegati non nominati da qualcuno, bensì scelti tramite un suffragio che, per i tempi, poteva considerarsi, se non universale nel senso che oggi viene attribuito a questo termine, quantomeno abbastanza diffuso. Prima che le tensioni politiche si scaricassero anche sulla partecipazione al voto vi fu sotto questo aspetto un importante coinvolgimento della base elettorale.
Inoltre, questo primo esperimento di democrazia rappresentativa creatosi sul suolo italiano dopo secoli di regimi assolutistici, e che quindi dovette scontare un'inevitabile impreparazione al confronto, ebbe anche la funzione di far emergere e selezionare i componenti di una "classe dirigente", formatasi, per studi e professioni, nella seconda metà del Settecento. Essa diede prova di qualità e preparazione tanto da fornire in seguito molti dei protagonisti delle varie vicende storiche che caratterizzarono il dominio francese e napoleonico in Italia sino al 1815, dalla Cisalpina nelle sue varie versioni, alla Consulta di Lione sino al Regno italico.

### Impossibile autonomia e limiti sociali
Tra gli elementi negativi della Cispadana vi è quello dovuto alle sue stesse origini: resa possibile dalle vittorie di Bonaparte, i suoi dirigenti furono costretti, volenti o nolenti, ad essere dipendenti da una situazione strategico-militare europea sulla quale non potevano influire, e quindi ad assecondare la volontà dei Francesi i quali, considerate anche le premesse con cui avevano avviato la Campagna d'Italia, furono «disposti a "rivoluzionare" i popoli italiani quanto bastava per poter gestire le loro risorse ed a risvegliare le loro speranze soltanto per poter loro imporre dei sacrifici». Bonaparte stesso scrisse che «in definitiva era del tutto evidente che il destino del partito francese in Italia dipendeva dalle vicende dei campi di battaglia, [ma] Napoleone seppe servirsi adeguatamente del talismano rappresentato dalle parole "libertà", "eguaglianza" e soprattutto "indipendenza nazionale"». Sul piano economico, la gravità e la pervasività delle requisizioni e delle spoliazioni effettuate dall'Armata d'Italia concessero indubbiamente poco spazio di manovra ai reggitori della Repubblica Cispadana.
Ma, al di là di questi fattori esterni, l'esperienza Cispadana fu anche caratterizzata, secondo una diffusa opinione degli storici, da limiti interni: un carattere fortemente conservatore ed eccessivamente preoccupato di tutelare le posizioni dei ceti privilegiati ed aristocratici ed una accanita resistenza ad introdurre forme di libertà religiosa che andassero oltre la mera "tolleranza" dei culti diversi da quello cattolico. Per quanto la Costituzione fosse un documento del tutto innovativo rispetto ai regimi precedenti, essa era, in confronto all'evoluzione sociale e civile, deludente ed eccessivamente legata alla antiche classi dominanti, senza riuscire a stabilire un rapporto con il disagio in cui si trovavano le popolazioni rurali, che diventarono così le masse su cui si appoggiarono gli avversari del "nuovo corso".
Le preoccupazioni moderate dei costituenti comportarono non solo la nascita di una Carta lenta e macchinosa composta da ben 404 articoli (più delle Costituzioni bolognese, 273, Ligure, 396, Cisalpina, 378 e Romana, 372), ma anche una forte distanza da quei temi "sociali", dall'istruzione all'assistenza, alle riforme civili, che erano presenti nella Costituzione francese del 1795. Per molti aspetti la Costituzione Cispadana avrebbe creato una nuova aristocrazia che escludeva la maggior parte del popolo e delle professioni borghesi ed artigiane, senza accontentare nessuno, risultando così effimera.
In un contesto in cui, nonostante la subordinazione alla strategia francese, si aspirava ad un soggetto istituzionale unitario perlomeno nel nord Italia, questi intendimenti provocarono una crescente ostilità nei confronti della Repubblica Cispadana i cui dirigenti vennero accusati di voler difendere le proprie posizioni anche a costo di provocare il fallimento del grande progetto di una più vasta repubblica italiana, rendendo per questo giustificabile - ed in molti casi invocato - l'intervento liquidatorio di Bonaparte.

### Integrative
1. ↑  Un recente censimento effettuato durante la Pasqua del 1795 aveva contato 56 996 fanciulli e 58 867 fanciulle, 244 115 adulti di cui 117 483 maschi e 126 632 femmine, suddivisi in 62 210 fuochi; a parte erano conteggiati 6 715 ecclesiastici e 2 802 ebrei. Il carrarese aveva 20 791 abitanti. In Rombaldi, p. 81.
2. ↑  Bonaparte impose agli ambasciatori del duca, Pallavicini e Della Rosa, di corrispondere 2 milioni di lire parmigiane, 1 200 cavalli, 2 000 buoi e 10 000 quintali di frumento. Cfr. Gianni Rocca, Il piccolo caporale. Napoleone alla conquista dell'Italia. Milano, Mondadori, 1996, p. 34
3. ↑  Il Direttorio ringraziò il duca di Parma per il dono destinato al Muséum central des arts de la République (ora il Louvre). Tuttavia, al momento di essere trasportate a Parigi, 5 delle 20 tele asportate da Parma e da Piacenza furono ritenute di scarso valore e, il 14 giugno 1796, scartate e lasciate alla dogana di Piacenza. Ferdinando I in seguito inviò a Parigi 2 suoi delegati, Pierluigi Politi e Luigi Bolla, per tentare di recuperare le opere, ma 7 mesi di tentativi effettuati con ogni mezzo, anche offrendo denaro, non approdarono a nulla. Cfr. (F) Marie Louise Blumer, La Commission pour la recherche des objects de sciences et arts en Italie 1796-97 pubblicato in La Révolution Française, VIII, 1934, n.1-3 janv-juin 1934, p. 81
4. ↑  La fuga del Duca e del suo seguito avvenne su diverse carrozze, e proseguì l'8 maggio su alcuni barconi lungo il Po. Il valore del tesoro asportato dal Duca assommava a 37 milioni di lire modenesi, più 420.000 zecchini e titoli di un investimento allocato in Austria per un valore di 24 milioni. Notizie nell'articolo La fuga del duca di Modena pubblicato ne Il Panaro - Gazzetta di Modena, n.155 del 17 settembre 1886
5. ↑  Solo nel giugno 1797 il duca fu costretto dai Francesi, a quel tempo padroni di Venezia dopo la caduta della Repubblica, a sborsare 208.000 zecchini, prima di potersi rifugiare a Trieste. Per obbligarlo al versamento, i Francesi gli ritirarono il passaporto e gli sequestrarono tutti i beni già pronti per il viaggio, sostenendo di operare su mandato della repubblica Cispadana, che aveva discusso della questione sin dal 2 gennaio 1797 nel corso di una seduta del 2º Congresso di Reggio, come riportato nel Giornale de' patrioti d'Italia, n.7 del 2 febbraio 1797. Ma in seguito quei fondi vennero incamerati dai commissari francesi e presero invece la strada di Parigi. Cfr. Giovanni forza, Contributo alla vita di Giovanni Fantoni - "Labindo" - nel Giornale storico letterario della Liguria, aprile-giugno 1907, p. 24
6. ↑  Nel decreto del Comitato di governo degli stati di Modena era scritto che «i feudi disonorano l'umanità e non sono che un retaggio dei secoli dell'ignoranza, della barbarie, della schiavitù. Non v'ha conseguenza più funesta, non attentato più lesivo dei sacri diritti dell'uomo e del Cittadino di cui non sia stato sorgente il contratto feudale». Testo pubblicato su Il Monitore bolognese, n. 23 del 18 ottobre 1796
7. ↑  Durante l'insurrezione venne pubblicato un appello contro «la truce presenza di un tiranno che vi ha ridotti in una condizione piucché servile [e] non contento del giogo pesantissimo che vi ha imposto, ne ha espillato fuggendo il patrimonio, esausti gli erari». Il Panaro - Gazzetta di Modena, 5 ottobre 1886.
8. ↑  Il governo milanese rispose alla proposta reggiana di «esser d'accordo a promuover sempre l'unione dell'intero popolo italiano ad onta degli antichi e nuovi, irragionevoli pregiudizi». Per l'occasione fu anche composto un inno: Ecco i lombardi unanimi/v'offron l'amplesso a gara/se l'amicizia immolano/di libertà sull'ara. Riportati in Rota, p. 1017.
9. ↑  La Municipalità di Milano salutò i Reggiani affermando che «arrivano i bravi reggiani che hanno combattuto e vinto i nostri nemici, quegli austriaci che dovevano saccheggiare le nostre case e che ci minacciano ancora di schiavitù e morte» e fu per l'occasione composto un inno, sull'aria della Marsigliese, ma con le parole «vieni o popolo reggiano, vieni in seno ai tuoi fratelli» Cfr. Rombaldi, p. 96.
10. ↑  Scrisse il poeta: «O voi che primi veri italiani, liberi cittadini vi siete mostrati e con ampio magnanimo scoteste l'Italia già sonnacchiosa, a voi dedico, ché a voi spetta, questa Oda che io con libera cetra osai sciogliere al nostro liberatore»
11. ↑  Le riserve giacenti presso il Monte di Bologna consistevano in 31.853 libbre di seta pari ad un controvalore di oltre 600 000 lire. Il settore, già in difficoltà, ne risentì pesantemente sotto il profilo economico. I depositari riuscirono ad ottenere il risarcimento dei beni asportati soltanto nel 1825. Cfr. (a cura di) Walter Tega, Storia illustrata di Bologna, Nuova editrice Aiep, Bologna, vol. IIIº, p. 376
12. ↑  In una lettera del 25 giugno inviata al Direttorio Bonaparte così descriveva la situazione bolognese:

(francese)
«On ne se fait pas idée de la haîne que cette ville a pour la domination papale»

(italiano)
«Non si può aver idea dell'odio che questa città ha nei confronti del dominio papale»
(Corréspondances de Napoléon Ier, Paris, Pion-Doumaine, 1859, 1° vol, fiche 685)
13. ↑  Una sorta di amministratore civile della città espresso da un organismo denominato Magistrato dei savi, a sua volta eletto dal Consiglio Centumvirale, assemblea corporativa composta da rappresentanti dei nobili, dei cittadini e degli artigiani.
14. ↑  La quantificazione delle vittime causate dalla ribellione di Lugo varia in modo rilevante a seconda delle fonti. Secondo Lumbroso, I moti popolari contro i Francesi..., p. 46, i lughesi uccisi sarebbero 60 contro 100 francesi; Rambelli, in Cenno storico su Lugo... p. 49, indica invece in 2.000 i morti lughesi (senza indicare le perdite francesi), che, al contrario sarebbero solo 17 (a fronte di 200 francesi) secondo Lazzari, Sommossa e sacco di Lugo..., p. 49. Frizzi, p. 16 indica la cifra di 1.200 perdite francesi (un dato che appare inverosimile in quanto si tratterebbe di un'intera brigade, pari a più del triplo dei caduti della Battaglia di Lodi) a fronte di 84 lughesi.
15. ↑  In una lettera del 9 agosto 1796, indirizzata dopo la vittoria di Bassano alla Municipalità di Milano, Bonaparte scriveva che era «giunto il tempo in cui l'Italia sta per comparire con onore tra le nazioni potenti. La Lombardia, Bologna, Modena, Reggio, Ferrara e forse la Romagna, se ne saranno degne, faranno un giorno stupire l'Europa e rinnoveranno i più bei giorni d'Italia». in Franchetti, p. 278.
16. ↑  In un proclama rivolto alle truppe il 9 marzo 1797, prima dell'attacco verso Vienna, Bonaparte scrisse che l'Armata d'Italia aveva inviato, oltre a 30 milioni destinati al Tesoro francese, anche «300 capolavori che hanno arricchito il museo di Parigi provenienti dall'Italia antica e nuova, la cui produzione ha richiesto 30 secoli» Bonaparte, p. 192.
17. ↑  Napoleone sosteneva che «la Francia era disposta a rinunciare alla Lombardia, in cambio del Belgio e del Lussemburgo, per cui non si poteva dare alcuna garanzia contraria a tali disposizioni segrete [del Direttorio]; nel frattempo in Italia bisognava controbilanciare l'influenza del partito austriaco composto dalla nobiltà e da parte del clero». Secondo il Generale invece era necessario costituire nel nord Italia un'entità repubblicana sotto influenza francese con tre milioni di abitanti, in grado di influire sugli Stati vicini e di costituire un "cuscinetto" tra Austria e Francia. Bonaparte, p. 160.
18. ↑  Il Monitore bolognese, n.39, del 13 dicembre 1796 ascriveva questi appuntamenti alla prospettiva di «una sola, possente ed indivisibile Repubblica italiana, colla molto possibile unione con la brava e numerosa popolazione lombarda».
19. ↑  che nel 1799 farà parte della reggenza austriaca
20. ↑  Fava e Compagnoni si premurarono di trascrivere e dare personalmente alle stampe i propri interventi, ed oggi tali opuscoli sono gli unici testi completi pervenuti sull'argomento. In realtà la discussione fu ben più ampia, accesa e partecipata, ma lo scarno verbale del Congresso rimasto negli archivi non riporta i testi degli interventi presentati dagli altri deputati limitandosi a registrare sinteticamente il tema del dibattito. Zaghi, 1935
21. ↑  L'eco del tumulto arrivò a Bonaparte che, benché impegnato in quei giorni nelle trattative per la resa di Mantova e nell'attacco allo Stato Pontificio, trovò il modo di chiedere alla Giunta di Difesa Generale che contro

(francese)
«un mouvement de quelques brouillons soidisant catholiques par excellence, je vous prie de prendre les informations les plus sécures à la fin de donner un exemple éclatant qui empèche le rétour d'una scène ainsi afligeante et deshonorante pour la ville de Modène»

(italiano)
«un movimento di confusionari sedicenti cattolici perfetti, vi prego di assumere le più accurate informazioni per dare un esempio evidente che impedisca il ripetersi di una scena così triste e disonorevole per la città di Modena»
(Lettera riportata in Natali, Costituzione e religione..., Bologna 1940, p.31)
22. ↑  È stato rilevato che l'unico deputato del Congresso di religione ebraica, Giosué Formiggini, si schierò a favore della definizione del cattolicesimo quale "culto dominante", e che tale posizione fu dovuta al timore che richieste meno conformiste potessero dar luogo a ritorsioni. Cfr. De Stefano, Rivoluzione e religione, cit. p.89
23. ↑  Furono ben 8 i punti di contestazione presentati per negare a Bologna il ruolo di capitale repubblicana tra cui l'eccesso di popolazione e la maggiore ricchezza commerciale ed industriale, che l'avrebbe indotta a spinte egemoniche; la maggiore centralità di Modena rispetto al territorio della Repubblica; l'assenza di edifici idonei ad ospitare il governo e infine la precedente votazione al Congresso di Modena che aveva visto la città felsinea prevalere solo per pochi voti. Rombaldi, p. 68.
24. ↑  La tassa con criteri di progressività era stata proposta da Costantino Veneri, che in seguito sarà Ministro delle Finanze del Regno italico e prevedeva un'imposta pari al 4% sino ad un reddito di 1.000 pezze colonnate (una moneta del tempo), del 6% sino a 3.000, dell'8% sino a 6.000, del 10% sino 10.000 e del 12% per i redditi superiori, senza applicare il criterio degli scaglioni marginali. Per i forestieri la tassa avrebbe dovuto essere del 4%. Cfr, Rava, Il primo Parlamento elettivo... cit. p.25
25. ↑  Il 16 ottobre, giorno di apertura del Congresso, Bonaparte aveva indicato ad alcuni rappresentanti del Congresso che gli si erano rivolti per avere "indicazioni" di emanare un manifesto con cui dichiaravano di volersi unire per una comune difesa militare. De Vergottini, p. 13.
26. ↑  I componenti definitivi della Giunta furono Giuseppe Rangone (da Ferrara), Angelo Scarabelli Pedocca (di Modena), Carlo Caprara, Giancarlo Tassoni e Angelo Cicognara (tutti e tre per Bologna). Natali, pp. 110-116.

### Bibliografiche
1. 1 2 3  Namias, pp. 591-596.
2. 1 2 3 4 5 6 7  Zaghi, 1986, pp. 99-104.
3. 1 2 3 4  Rombaldi, pp. 2-6.
4. ↑  Silvio Pivano, Albori costituzionali d'Italia, 1796-97, Torino, fratelli Bocca, 1913, p. 17
5. 1 2  Fiorini, Introduzione, pp.VIII-X
6. 1 2 3  Zaghi, 1989, pp. 103-108.
7. ↑  Relazione dell'ambasciatore Nicola Montecatini-Gigli riportato in Franchetti, p. 22.
8. ↑  Bassi, pp. 30-32.
9. ↑  Woolf, pp. 153-161.
10. ↑   Giorgio E. Cavallo, La tirannia della libertà, Torino, Chiaramonte, 2016,  p. 52.
11. ↑  Rota, pp. 963-970.
12. ↑   Felice Turotti, Storia delle armi italiane 1796-1814, Milano, Toniotti, 1854,  p. 9.
13. ↑  Riportata in Baldo Peroni, Fonti per la storia d'Italia 1789-1815 nell'Archivio Nazionale di Parigi, Roma, Reale Accademia d'Italia, 1936, p. 256
14. ↑  Félix Bouvier, Bonaparte en Italie, 1796, Paris, Éditeur Cerf, 1899, pp. 164-165
15. 1 2  Rota, pp. 1013-1016.
16. ↑   Giorgio Candeloro, Le origini del Risorgimento, in Storia dell'Italia Moderna, vol. 1, 2ª ed., Milano, Feltrinelli, 1959,  p. 207, SBN FOG0560640.
17. ↑  Albert Mathiez, Georges Lefèvre, La rivoluzione francese. Torino, Einaudi, 1964, vol.IIº, pp. 364-372
18. 1 2 3  Woolf, pp. 175-177.
19. ↑  Pingaud, pp. 136-138.
20. 1 2 3 4  Fano, pp. 4-9.
21. ↑  Il Panaro - Gazzetta di Modena, n. 155 del 17 settembre 1886
22. ↑  (F) Marie Louise Blumer, La Commission pour la recherche des objects de sciences et arts en Italie 1796-97 pubblicato in La Révolution Française, VIII, 1934, n.1-3 janv-juin 1934, pp. 70-71
23. ↑  Il Panaro - Gazzetta di Modena, n.294 del 26 ottobre 1886
24. 1 2 3  Franchetti, pp. 279-284.
25. 1 2 3  Filippo Ambrosini, L'albero della libertà. La repubbliche giacobine in Italia. 1796-1799, Torino, Capricorno, 2013, pp.82-83
26. 1 2 3  Botta, pp. 228-229.
27. 1 2 3  Rombaldi, pp. 25-29.
28. ↑  Il Panaro - Gazzetta di Modena, n.325 del 27 novembre 1886
29. 1 2  Giovanni Sforza, Contributo alla vita di Giovanni Fantoni - Labindo in Giornale storico - letterario della Liguria, aprile-giugno 1907, pp. 361-365
30. 1 2  Bassi, pp. 40-48.
31. 1 2 3 4  (FR)Anselme Jomini, Histoire politique et militaire des guerres de la Révolution, III.me tome, Bruxelles, Pétit, 1840, pp. 43-46
32. 1 2 3 4  Pingaud, pp. 143-145.
33. ↑  Rombaldi, p. 15.
34. ↑  La repubblica di Reggio, corrispondenza de Il Monitore bolognese, n. 13 del 13 settembre 1796
35. ↑  Bassi, p. 429.
36. 1 2  Fano, pp. 12-15.
37. ↑  Il Monitore bolognese, n.19 del 5 ottobre 1796
38. ↑  Bassi, p. 119.
39. ↑  Fano, pp. 26-27.
40. ↑  Rombaldi, p. 95.
41. 1 2  Giovanni Natali, Notizie e documenti inediti sulla Legione Cispadana in Rassegna storica del Risorgimento, giugno-agosto 1940, pp. 564-574
42. ↑  Fano, p. 38.
43. 1 2  Giovanni Natali, La Repubblica Cispadana e l'abolizione dei feudi, Bologna, Deputazione di Storia patria, 1938, pp. 3-8
44. 1 2  Il Monitore bolognese, n.1 del 2 agosto 1796
45. ↑  Pingaud, p. 141.
46. 1 2  Il Monitore bolognese, n. 2 del 6 agosto 1796
47. ↑  Gaspare Ungarelli, Il generale Bonaparte a Bologna, Bologna, Zanichelli, 1911, pp. 31-35
48. 1 2  Gida Rossi, Bologna nella storia, nell'arte, nel costume, vol.IIIº, Bologna papale ed italiana, Bologna, Zanichelli, 1928, pp. 204-205
49. 1 2  Alessandro Goldoni, Storia di Bologna, Pordenone, Biblioteca dell'immagine, 2018, pp. 233-239
50. ↑  Cesare Monari, Storia di Bologna, Bologna, Chierici, 1862, p. 689
51. 1 2  Botta, pp. 191-193.
52. ↑  Lumbroso, p. 31.
53. ↑  Ungarelli, Il generale Bonaparte a Bologna..., cit. pp. 42-43
54. ↑  Il Monitore bolognese, n. 5, 16 agosto 1796
55. ↑  Filippo Ambrosini, L'albero della libertà, cit. p. 67
56. 1 2  Il Monitore bolognese, n.4 del 13 agosto 1796
57. 1 2  Rota, pp. 1005-1006.
58. ↑  Gida Rossi, Bologna nella storia... , cit. p. 215
59. ↑  Bonaparte, p. 68.
60. ↑  Il Monitore bolognese, n. 3, 9 agosto 1796
61. ↑  Ungarelli, Il generale Bonaparte a Bologna, cit. p. 59
62. ↑  (F)Marie Louise Blumer, La Commission.... , cit. p. 81
63. ↑  Zaghi, 1935, p. 10.
64. ↑  Virgilio Ilari, Piero Crociani, Ciro Paoletti, Storia militare dell'Italia giacobina, Roma, Stato Maggiore Esercito, vol.Iº, pp. 417-419
65. ↑   I "rigadini" in San Procolo, su bibliotecasalaborsa.it. URL consultato il 18 gennaio 2022.
66. ↑   Carlo Pancera, Rivoluzione e riforme scolastiche a Ferrara nel triennio repubblicano, Istituto ferrarese di storia del movimento operaio e contadino, 1988,  p. 39.
67. 1 2  Guido Angelo Facchini, Storia di Ferrara, 1893, riedito 1959, Banco di Credito agrario, Ferrara, pp. 163-164
68. 1 2  Antonio Frizzi, Memorie per la storia di Ferrara, Ferrara, eredi Rinaldi, 1809, ristampa Servadio, 1848, pp. 241-242
69. 1 2  Michele Scrignoli, La Repubblica Francese e la Santa Sede:, la legazione di Ferrara, Università di Bologna, 1992, pp.23-26
70. 1 2 3  Massimo Felisatti, Storia di Ferrara, terra di acqua e di cielo, Milano, Camunia, 1986, pp. 217-220
71. ↑  Frizzi, p. 11.
72. ↑  Giacomo Lumbroso, I moti popolari contro i Francesi alla fine del secolo XVIII (1796-1800), Firenze, Le Monnier, 1932, p. 34
73. ↑  Raffaele Belvederi, La deputazione ferrarese a Parigi 1796-1797 saggio pubblicato in Nuova rivista storica, XXXIV, fascicolo 5-6, 1950, p. 412
74. ↑  Frizzi, pp. 26-28.
75. ↑  Scrignoli, Repubblica Francese e Santa Sede..... , cit. p. 52
76. ↑  Belvederi, La deputazione ferrarese...., cit. p. 419 [nota]
77. ↑  Pancera, Rivoluzione e riforme ..., cit. pp. 45-46
78. ↑  Scrignoli, Repubblica Francese e Santa Sede .... cit. p. 69
79. ↑  Frizzi, pp. 45-46.
80. 1 2  Pancera, Rivoluzione e riforme... , cit. p. 33
81. 1 2 3 4  De Vergottini, pp. 8-11.
82. ↑  Arrigo Solmi L'idea dell'unità italiana nell'età napoleonica, in Rassegna storica del Risorgimento, gennaio-marzo 1933, p. 9
83. ↑  Franchetti, pp. 283-4.
84. ↑  Il Monitore Bolognese, n.22 del 15 ottobre 1796
85. ↑   Giovanni Natali, La Costituzione della Repubblica Cispadana e l'articolo sulla religione cattolica. Un tumulto popolare a Modena, Bologna, Deputazione di Storia patria, 1940,  p. 6.
86. ↑  Il Panaro - Gazzetta di Modena, n.313 del 15 novembre 1886
87. 1 2  Pingaud, p. 175.
88. 1 2  De Vergottini, pp. 13-16.
89. 1 2  Pingaud, p. 147.
90. ↑  Rota, p. 1020.
91. 1 2  Botta, pp. 255-257.
92. 1 2 3 4  Franchetti, pp. 333-336.
93. ↑  (FR) Jacques Godechot, Les commissaires aux Armées sous le Directoire, vol. 1, Parigi, Presse Universitaire, 1941,  p. 572.
94. ↑  Lumbroso, p. 33.
95. ↑  Rombaldi, p. 34.
96. ↑   Pierre Lanfrey, Histoire de Napoléon Ier, 4ª ed., Parigi, Charpentier, 1869-1870,  p. 318.
97. ↑   Carlo Zaghi, Il Congresso di Bologna e la missione dei governi cispadani al generale Bonaparte a Milano, in Rassegna storica del Risorgimento, novembre 1935,  p. 706.
98. ↑  Il Monitore bolognese, n.41 del 20 dicembre 1796
99. 1 2  Rombaldi, pp. 45-48.
100. ↑  Il Monitore bolognese, n.34 del 26 novembre 1796
101. ↑  Il Panaro - Gazzetta di Modena, n.328 del 30 novembre 1886
102. 1 2   Giovanni Sforza, Il generale Rusca a Lucca, in Il Risorgimento italiano, gennaio-giugno 1922,  pp. 282-285.
103. ↑   Luigi Lavagnini, Carrara nella leggenda e nella storia, 2ª ed., Livorno, Demetra, 1962,  pp. 97-99.
104. ↑  Francesco Chelini, Zibaldone 12 gennaio 1797
105. ↑  Giornale repubblicano di Modena. n. 9 del 23 gennaio 1797
106. ↑  Franchetti, p. 290.
107. ↑  Il Monitore bolognese, n.40 del 17 dicembre 1796
108. ↑  Giovanni Sforza, Contributo alla vita di Giovanni Fantoni - Labindo, cit. pp. 5-8
109. ↑  Woolf, p. 163.
110. ↑   Giovanni Spadolini, Cattolicesimo e Risorgimento, Firenze, Lemonnier, 1986,  p. 823.
111. ↑  Franchetti, p. 334.
112. ↑  Rombaldi, p. 34.
113. ↑  De Vergottini, p. 18.
114. ↑  Fano, pp. 43-44.
115. ↑  Fiorini, Introduzione, p.X
116. 1 2 3 4 5  Natali, pp. 119-123.
117. 1 2 3 4  Giornale de' Patrioti d'Italia, n.5 del 28 gennaio 1797
118. ↑  Fiorini, sessione IIIª, 28 dicembre 1796
119. ↑  Il Monitore bolognese, n.43 del 29 dicembre 1796
120. ↑  Botta, p. 257.
121. 1 2  De Vergottini, pp. 21-24.
122. ↑   Giuseppe Compagnoni, Memorie autobiografiche, Milano, Garzanti, 1945,  p. 176.
123. ↑  Fiorini, allegato 13, p.98
124. 1 2  Il Monitore bolognese, n.3 del 10 gennaio 1797
125. ↑  Zaghi, 1989, p. 105.
126. ↑  Il Monitore bolognese, n.2 del 7 gennaio 1797
127. ↑  Fiorini, sessione Vª, 30 dicembre 1796
128. ↑  Il Monitore bolognese, n.1 del 3 gennaio 1797
129. 1 2  Giornale de' Patrioti d'Italia, n.8 del 4 febbraio 1797
130. ↑  Fiorini, sessione VIª, 31 dicembre 1796 e sessione VIIª, 1 gennaio 1797
131. ↑  Il Monitore bolognese, cronaca del Congresso cispadano, n.6 del 31 gennaio 1797
132. ↑  Fiorini, sessione IXª, 2 gennaio 1797
133. ↑  Il Giornale de' Patrioti d'Italia, n.10 del 9 febbraio 1797
134. ↑  Fiorini, sessioni Xª e XIª 3 e 4 gennaio 1797
135. ↑   Aldo Ziggiotto, Le bandiere degli Stati italiani, in Bollettino Accademia San Marciano, Torino, 1970,  pp. 122-124.
136. ↑  Giornale de' Patrioti d'Italia, n.9, 7 febbraio 1797
137. ↑  Fiorini, sessione XIIª, 5 gennaio 1797
138. ↑  Fiorini, sessione XIIIª, 6 gennaio 1797
139. ↑  De Vergottini, p. 36.
140. ↑  Giovanni Sforza, Contributo alla vita di Giovanni Fantoni..., cit. p.15
141. ↑  Fiorini, sessione XVIª, 9 gennaio 1797
142. ↑  Candeloro, p. 225.
143. ↑  De Vergottini, p. 81.
144. ↑  Belvederi, La deputazione ferrarese....., cit. p.427
145. ↑  Franchetti, pp. 338-340.
146. ↑  Giornale de' Patrioti d'Italia, n.6 del 3 febbraio 1797
147. ↑  Zaghi, 1935, Introduzione, p.19
148. ↑   Antonino De Stefano, Rivoluzione e religione nelle prime esperienze costituzionali italiane, Milano, Giuffré, 1954,  pp. 59-63.
149. ↑  Marcelli, p. 40.
150. ↑  Giovanni Natali, La Costituzione della Repubblica Cispadana e l'articolo sulla religione cattolica...., cit. p.15-18
151. ↑  Zaghi, 1986, pp. 107-111.
152. ↑  De Vergottini, p. 124.
153. 1 2 3  De Stefano, cit,.p.91
154. ↑  Il Monitore bolognese, n.15 del 21 febbraio 1797
155. ↑  Zaghi, 1935, XIª sessione, 2 febbraio 1797
156. ↑  Zaghi, 1935, XXXIVª sessione, 25 febbraio 1797
157. ↑  Albert Mathiez, Georges Lefèvre, La Rivoluzione francese, cit. vol.Iº, p.115
158. ↑  Zaghi, 1989, p. 112.
159. ↑  De Vergottini, pp. 98-111.
160. ↑  Giornale de' Patrioti d'Italia, n.21 del 7 marzo 1797
161. ↑  Zaghi, 1935, XXXVIIª sessione, 28 febbraio 1797
162. 1 2  Giuseppe Compagnoni, Memorie ....., cit. pp.184-186
163. ↑  Zaghi, 1935, XXXVIIIª sessione, 1º marzo 1797
164. ↑  De Vergottini, p. 77.
165. ↑  Il Giornale de'Patrioti d'Italia, n.12 del 14 febbraio 1797
166. ↑  Termometro politico della Lombardia, n.85 del 26 aprile 1797
167. 1 2  Zaghi, 1986, pp. 113-115.
168. 1 2  De Vergottini, pp. 142-144.
169. ↑  Scrignoli, Repubblica Francese e Santa Sede ...., cit. p.76
170. 1 2   Odoardo Rombaldi, L'insurrezione dei rustici, in Bollettino del Museo del Risorgimento, Bologna, 1935,  pp. 869-875.
171. ↑  Marcelli, pp. 34-38.
172. ↑  Rava, p. 12.
173. 1 2  Zaghi, 1935, pp. 23-24.
174. ↑  Pancera, Rivoluzione e riforme ....  cit. p.56
175. ↑  Il Monitore bolognese, n.30 del 15 aprile 1797
176. ↑  De Vergottini, p. 147.
177. ↑  Rava, p. 27.
178. ↑  Fano, p. 73.
179. 1 2 3  Bonaparte, p. 242.
180. ↑  Marcelli, p. 14.
181. ↑  De Vergottini, pp. 234-235.
182. 1 2  Rava, pp. 63-66.
183. ↑  Marcelli, p. 48.
184. ↑   Rimozione delle armi e degli stemmi nobiliari, su bibliotecasalaborsa.it. URL consultato il 18 gennaio 2022.
185. ↑  Marcelli, p. 24.
186. ↑   Tumulti contro l'aumento dei prezzi. Tre banchieri arrestati, su bibliotecasalaborsa.it. URL consultato il 18 gennaio 2022.
187. ↑  Bassi, p. 219.
188. ↑  Giornale repubblicano di Pubblica istruzione, Modena, 7 luglio 1797
189. 1 2  De Vergottini, p. 248.
190. ↑  Franchetti, p. 394.
191. ↑  Giuseppe Compagnoni, Memorie...., cit. p.188
192. ↑  Giovanni, Natali, Notizie e documenti inediti sulla Legione Cispadana, cit. p.690
193. ↑  Il Monitore bolognese, n.64, 24 luglio 1797
194. ↑  Zaghi, 1935, XXXIVª sessione, 25 febbraio 1797
195. ↑   Piano per le sedi degli organi di governo cispadani, su bibliotecasalaborsa.it. URL consultato il 18 gennaio 2022.
196. ↑  Rava, p. 12.
197. ↑  Rava, p. 12.
198. ↑  Carlo Zaghi, Il Congresso di Bologna e la missione dei governi cispadani ....., cit. p.714
199. ↑  Natali, p. 110.
200. ↑  Ilari, Crociani, Paoletti, Storia militare dell'Italia giacobina, cit. p.420-422
201. ↑  Carlo Zaghi, Il Congresso di Bologna e la missione dei governi cispadani ......, cit. pp.705-709
202. ↑  Ilari, Crociani, Paoletti, Storia militare dell'Italia giacobina, cit. pp.424-426
203. ↑  De Vergottini, cit. p.153
204. ↑  Bonaparte, Memorie.... cit. pp.161-162
205. ↑  Ambrosini, cit. p.93
206. ↑  Candeloro, cit. p.226
207. ↑  De Vergottini, cit. p.80
208. ↑  Ungarelli, Il generale Bonaparte a Bologna, cit. pp.98-99
209. ↑  Marcelli, cit. p.32